# Османская империя
Осма́нская импе́рия (осман. دولت عالیه عثمانیه‎, тур. Devlet-i Âliyye-i Osmâniyye), также Оттома́нская импе́рия, Оттома́нская По́рта или просто По́рта — трансконтинентальное государство, созданное в 1299 году турками-османами под предводительством удж-бея Османа Гази на северо-западе Малой Азии.
После завоевания Константинополя (1453) султаном Мехмедом II Османское государство было преобразовано в империю. Завоевание Константинополя явилось важнейшим событием, которое позволило османским султанам претендовать на титул законных римских императоров, а турецкому государству надёжно закрепиться в Европе. Правление османской династии длилось 623 года, с 27 июля 1299 года по 1 ноября 1922 года, когда монархия была упразднена после поражения Османской империи в Первой мировой войне, подписания Лозаннского мирного договора и образования Турецкой Республики.
В XVI—XVII веках Османская империя достигла наивысшей точки своего влияния. В этот период империя османов была одной из самых могущественных стран мира — многонациональное, многоязычное государство, простиравшееся от южных границ Священной Римской империи — окраин Вены, Королевства Венгрия и Речи Посполитой на севере, до Йемена и Эритреи на юге, от Алжира на западе, до Каспийского моря на востоке. Под её владычеством находилась бо́льшая часть Юго-Восточной Европы, Западная Азия и Северная Африка. В правление султана Селима I (1512—1520) османское государство стало халифатом.
В начале XVII века империя состояла из 32 провинций и многочисленных вассальных государств, некоторые из которых были позже захвачены ею, в то время как другим была предоставлена автономия.
Столицей империи был Константинополь (ныне Стамбул, Турция). Контролируя Средиземноморье, Османская империя являлась связующим звеном Европы и стран Востока на протяжении шести веков.
После международного признания Великого национального собрания Турции, 29 октября 1923 года, вскоре после подписания Лозаннского мирного договора (24 июля 1923 года), было провозглашено создание Турецкой Республики, являвшейся преемницей Османской империи. 3 марта 1924 года был окончательно ликвидирован Османский халифат. Полномочия и обязанности халифата были переданы Великому национальному собранию Турции.

## Происхождение названия
Официальное название империи на османском языке — Devlet-i ʿAliyye-yi ʿOsmâniyye (دَوْلَتِ عَلِيّهٔ عُثمَانِیّه) — «Верховное Османское Государство», либо Osmanlı Devleti (عثمانلى دولتى) — «Османское Государство». В современном турецком языке её именуют Osmanlı Devleti или Osmanlı İmparatorluğu — «Османская Империя». В период империи слова «османский/оттоманский» и «турецкий» на Западе использовались как синонимы. После 1920—1923 годов, когда страна приняла официальное название Турции, известное в Европе со времён турок-сельджуков именование «османский/оттоманский» стало анахронизмом.

## История

### Образование Османской империи (1299—1453)

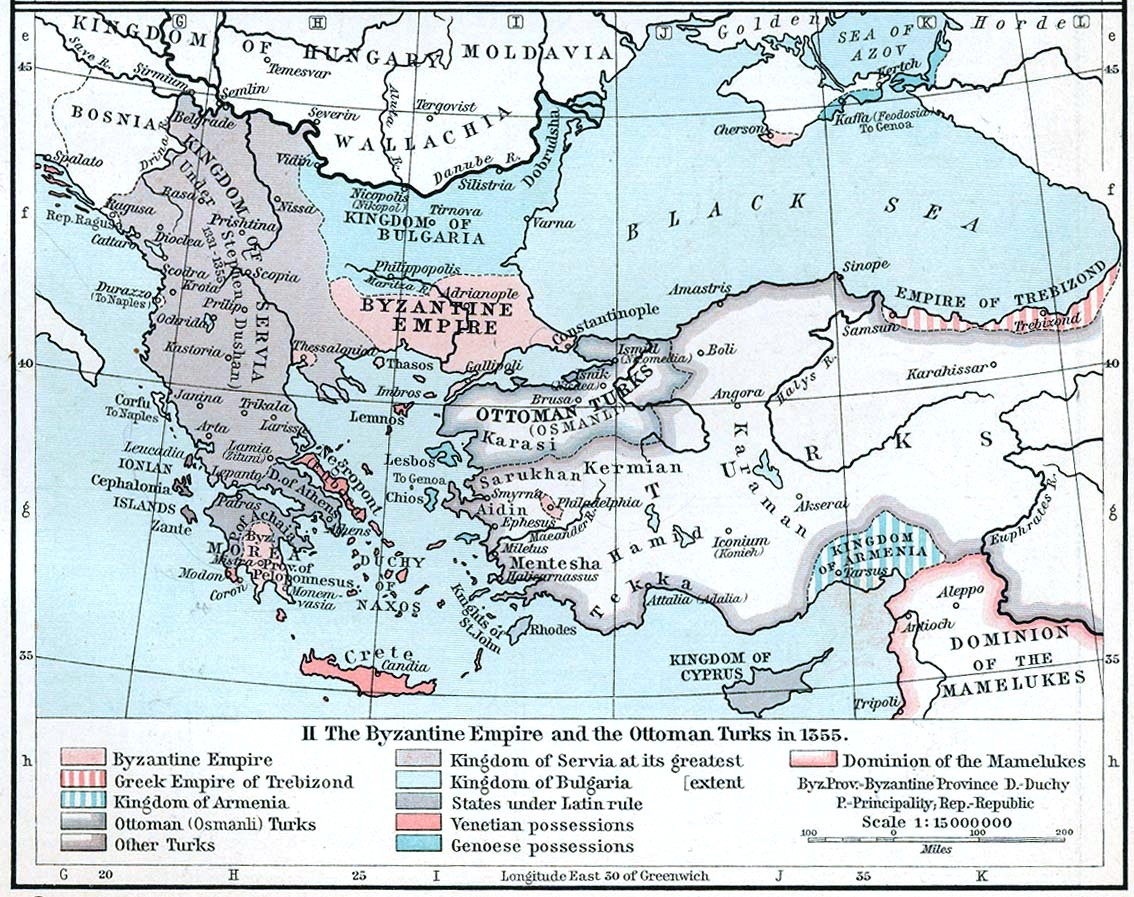
Политическая ситуация в Анатолии и на Балканах в середине XIV века

После распада Конийского султаната сельджуков (предков османов) в 1300-х годах Анатолия была разделена на несколько независимых бейликов. К 1300 году ослабленная Византийская империя потеряла бо́льшую часть своих земель в Анатолии, составивших 10 бейликов. Один из бейликов находился под управлением Османа I (1258—1326), сына Эртогрула, со столицей в Эскишехире, в западной Анатолии. Осман I расширил границы своего бейлика, начав медленно продвигаться в пределы византийской Вифинии на северо-западе Анатолии. В тот период была создана османская система управления, организационно изменявшаяся в течение всего существования империи, что было жизненно важно для быстрого расширения империи. Правительство использовало социально-политическую систему, при которой религиозные и этнические меньшинства обладали определённой степенью автономии от центральной власти и норм господствующей религии. Такая относительная религиозная терпимость привела к малому сопротивлению во время захвата турками новых территорий. Осман I поддерживал всех тех, кто способствовал достижению его цели.
После смерти Османа I престол унаследовал его сын Орхан. Вопреки тюрко-монгольскому обычаю, Осман не стал делить свои земли между несколькими сыновьями. Это решение стоит у истоков традиции, ставшей отличительной чертой османского правления и во многом предопределившей быстрое разрастание государства, которому суждено было стать империей. Власть Османской империи начала распространяться над Восточным Средиземноморьем и на Балканах.
В 1326 году сын Османа I, Орхан, завоевал Прусу (Бурсу) и сделал её новой столицей Османского государства. Падение Бурсы означало потерю контроля Византии над Северо-Западной Анатолией. В 1352 году османы, переправившись через Дарданеллы, впервые самостоятельно ступили на европейскую землю, захватив стратегически важную крепость Цимпу. Христианские государства упустили ключевой момент, чтобы, объединившись, выбить турок из Европы, и уже через несколько десятилетий, пользуясь междоусобицами в самой Византии и раздробленностью Болгарского царства, османы, укрепившись и освоившись, захватили большую часть Фракии.
В 1387 году, после осады, турки захватили крупнейший после Константинополя город империи — Салоники. Победа османов в битве при Косово в 1389 году фактически положила конец власти сербов в этом регионе и стала почвой для дальнейшего осуществления османской экспансии в Европе. Битва при Никополе 1396 года по праву считается последним крупным крестовым походом Средневековья, которому так и не удалось остановить бесконечное наступление в Европе орд турок-османов. С расширением османских владений на Балканах, важнейшей задачей турок стал захват Константинополя. Османская империя на сотни километров контролировала все земли бывшей Византии, окружающие город.
Напряжение среди византийцев временно сняло вторжение из глубин Азии ещё одного среднеазиатского правителя Тимуридской династии Амира Тимура в Анатолию и его победа в Ангорской битве в 1402 году, в результате чего был пленён султан Баязид I. Пленение турецкого султана привело к развалу османской армии. В османской Турции началось междуцарствие, длившееся с 1402 год по 1413 года. И опять благоприятный момент, дававший шанс укрепить свои силы, был упущен и растрачен на междоусобные войны и смуту между самими христианскими державами — Византией, Болгарским царством и распадавшимся Сербским королевством. Междуцарствие закончилось воцарением султана Мехмеда I.
Часть османских владений на Балканах была потеряна после 1402 года (Салоники, Македония, Косово и т. д.), но вновь захвачена Мурадом II в 1430—1450 годах. 10 ноября 1444 года Мурад II, пользуясь численным превосходством, разгромил соединённые венгерские, польские и валашские войска Владислава III и Яноша Хуньяди в битве при Варне. Четыре года спустя, во второй битве на Косовом поле в 1448 году, Мурад II разгромил сербско-венгерско-валашские войска Яноша Хуньяди.

### Рост Османской империи (1453—1683)

#### Экспансия и апогей (1453—1566)

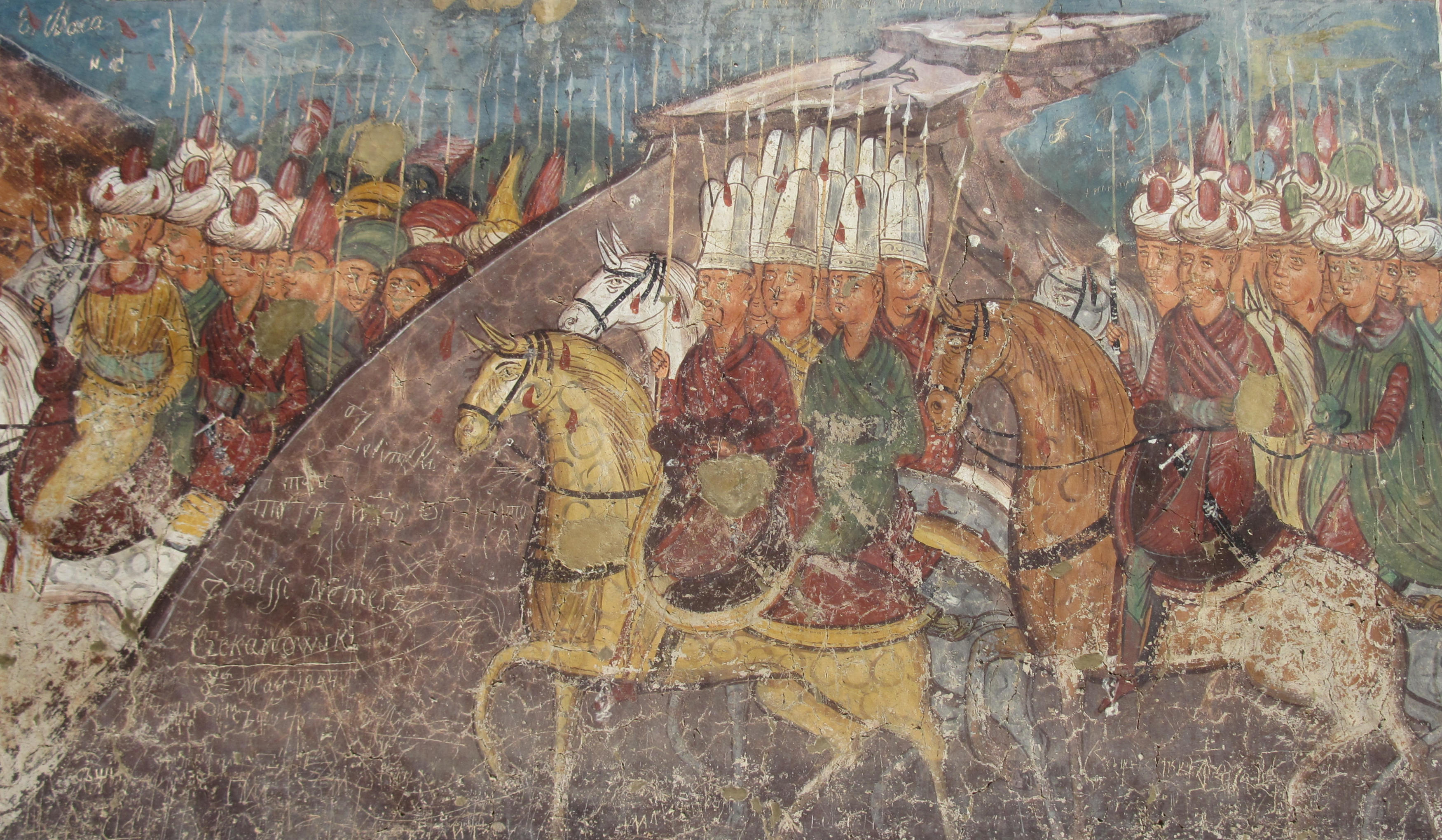
Османская армия до взятия Константинополя в 1453, Монастырь Молдовица

Сын Мурада II, Мехмед II, преобразовал турецкое государство и армию. После длительной подготовки и двухмесячной осады, подавляющего численного перевеса турок и упорного сопротивления горожан, 29 мая 1453 года султан захватил столицу Византии, город Константинополь. Мехмед II уничтожил многовековой центр православия, Второй Рим, — каким был более тысячи лет Константинополь, сохранив церковный институт для необращённого в ислам православного населения бывшей империи и славянских государств на Балканах. Несмотря на исторически сложные отношения Византии и Западной Европы, большинство православного населения Османской империи предпочло бы перейти под власть Венеции.
XV—XVI века́ были так называемым периодом роста Османской империи. Империя успешно развивалась под грамотным политическим и экономическим управлением султанов. Были достигнуты определённые успехи в развитии экономики, так как османы контролировали основные сухопутные и морские торговые пути между Европой и Азией.
Султан Селим I значительно увеличил территории Османской империи на востоке и юге, нанеся поражение Сефевидам в Чалдыранской битве в 1514 году. Селим I также нанёс поражение мамлюкам и захватил Египет в 1517 году. С этого времени военно-морской флот империи присутствовал в Красном море. После захвата Египта турками между Португальской и Османской империями началась конкуренция за доминирование в регионе.

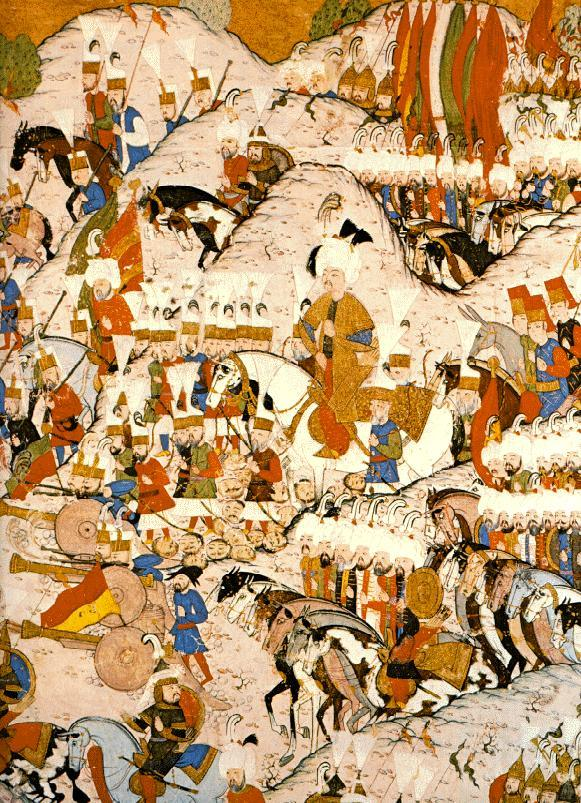
Битва при Мохаче, 1526

В 1521 году Сулейман Великолепный захватил Белград и в течение османо-венгерской войны присоединил южную и центральную Венгрию. После битвы при Мохаче в 1526 году он разделил с Восточно-Венгерским королевством и Королевством Венгрия всю Венгрию[уточнить]. Вместе с этим он учредил должность представителей султана на европейских территориях. В 1529 году он осадил Вену, но, несмотря на подавляющее численное превосходство, сопротивление венцев было таково, что взять её не смог. В 1532 году он ещё раз осадил Вену, но был разбит в битве за Кёсег. Вассальными княжествами Османской империи стали Трансильвания, Валахия и, отчасти, Молдова. На востоке турки в 1535 году взяли Багдад, получив контроль над Месопотамией и выход к Персидскому заливу.
Франция и Османская империя, имея общую неприязнь к Габсбургам, стали союзниками. В 1543 году французско-османские войска под командованием Хайр-ад-Дина Барбароссы и Тургут-реиса одержали победу под Ниццей, в 1553 году — вторглись на Корсику и через несколько лет захватили её. За месяц до осады Ниццы французские артиллеристы совместно с турками участвовали в осаде Эстергома и разгромили венгров. После остальных побед турок король Габсбургов Фердинанд I в 1547 году вынужден был признать власть турок-османов уже над Венгрией.
К концу жизни Сулеймана I население Османской империи было огромно и насчитывало 15 000 000 человек. Кроме того, османский флот контролировал значительную часть Средиземного моря. К этому времени Османская империя добилась больших успехов в политической и военной организации государства, и в Западной Европе её часто сравнивали с Римской империей. К примеру, итальянский учёный Франческо Сансовино писал:

Если бы мы тщательно исследовали их происхождение и подробно изучили их внутригосударственные отношения и внешние связи, мы могли бы сказать, что римские воинская дисциплина, выполнение приказаний и победы равны турецким… Во время военных кампаний [турки] способны есть очень мало, они непоколебимы, когда сталкиваются с трудными задачами, подчиняются своим командирам абсолютно и упорно воюют до победы… В мирное время они организуют разногласия и беспорядки между подданными ради восстановления абсолютной справедливости, что при этом выгодно самим им…
Таким же образом, французский политик Жан Боден в своём труде La Méthode de l’histoire, опубликованном в 1560 году, писал:

Предъявлять права на титул абсолютного правителя может лишь османский султан. Только он законно может претендовать на титул преемника Римского императора.

#### Мятежи и возрождение (1566—1683)

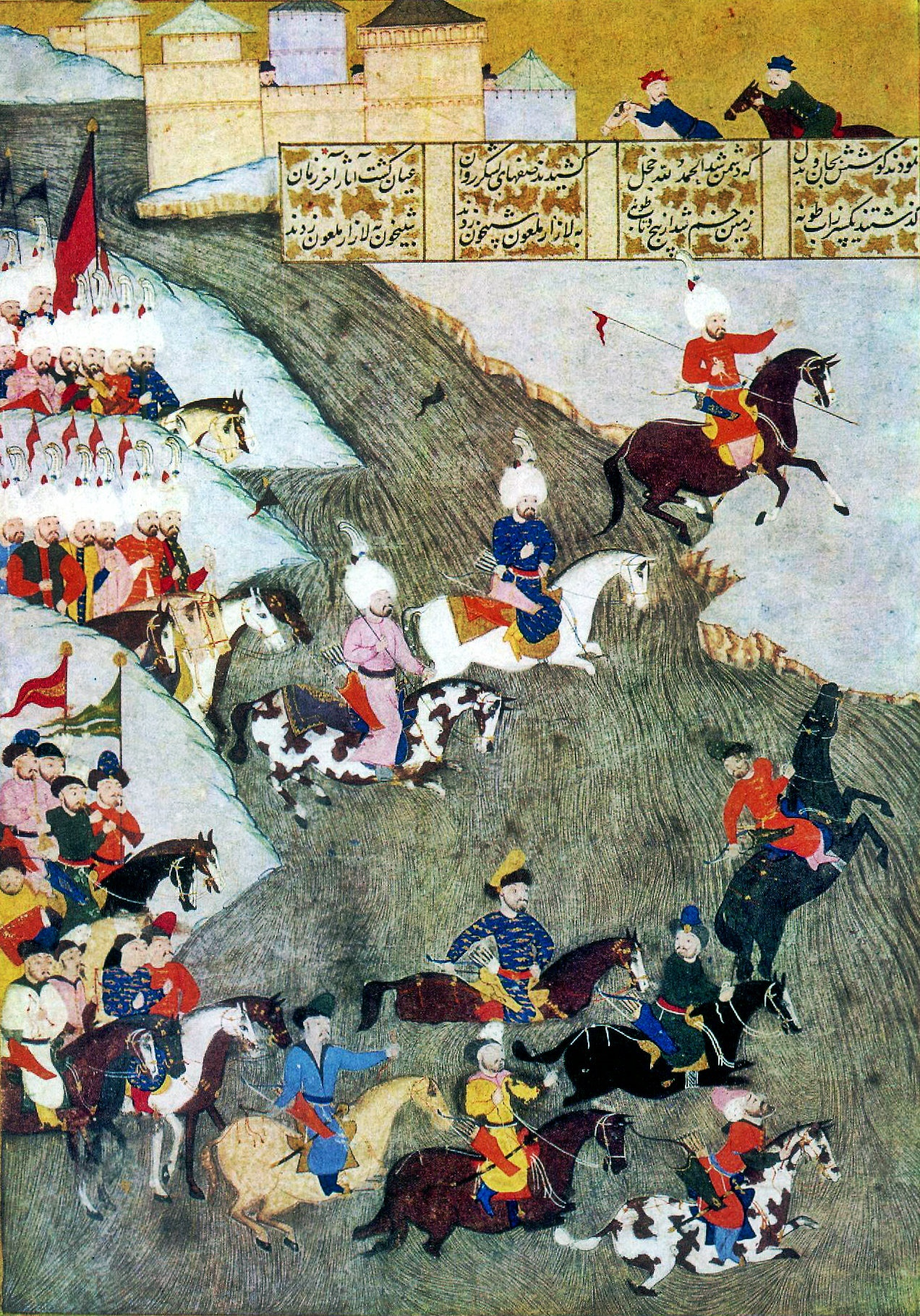
Османская миниатюра, изображающая османские войска и передовой отряд крымских татар в Сигетварской битве

Сильные военные и бюрократические структуры предыдущего столетия были ослаблены анархией в период правления слабовольных султанов. Турки постепенно отстали от европейцев в военном деле. Но, несмотря на эти трудности, Османская империя продолжала оставаться главной экспансионистской державой, пока не потерпела поражение в битве за Вену в 1683 году, закончившей продвижение турок в Европе.
Открытие новых морских путей в Азию позволило европейцам избежать монополии Османской империи. С открытием португальцами в 1488 году мыса Доброй Надежды начался ряд османско-португальских войн в Индийском океане, продолжавшихся в течение всего XVI века. С экономической точки зрения, колоссальный приток серебра испанцам, вывозившим его из Нового Света, вызвал резкое обесценивание валюты Османской империи и безудержную инфляцию.
При Иване Грозном Московское царство захватило Поволжье и укрепилось на побережье Каспийского моря. В 1571 году крымский хан Девлет I Герай, при поддержке Османской империи, сжёг Москву. Но в 1572 году крымские татары потерпели поражение в битве при Молодях. Крымское ханство продолжило совершать набеги на Русь, и Восточная Европа продолжала оставаться под влиянием крымских татар до конца XVII века.
В 1571 году войска Священной лиги одержали победу над турками в морском сражении при Лепанто. Это событие стало символическим ударом по репутации непобедимой Османской империи. Турки потеряли много людей, потери флота были значительно ниже. Мощь османского флота быстро была восстановлена, и в 1573 году Порта склонила Венецию к подписанию мирного договора. Благодаря этому, турки укрепились в Северной Африке.

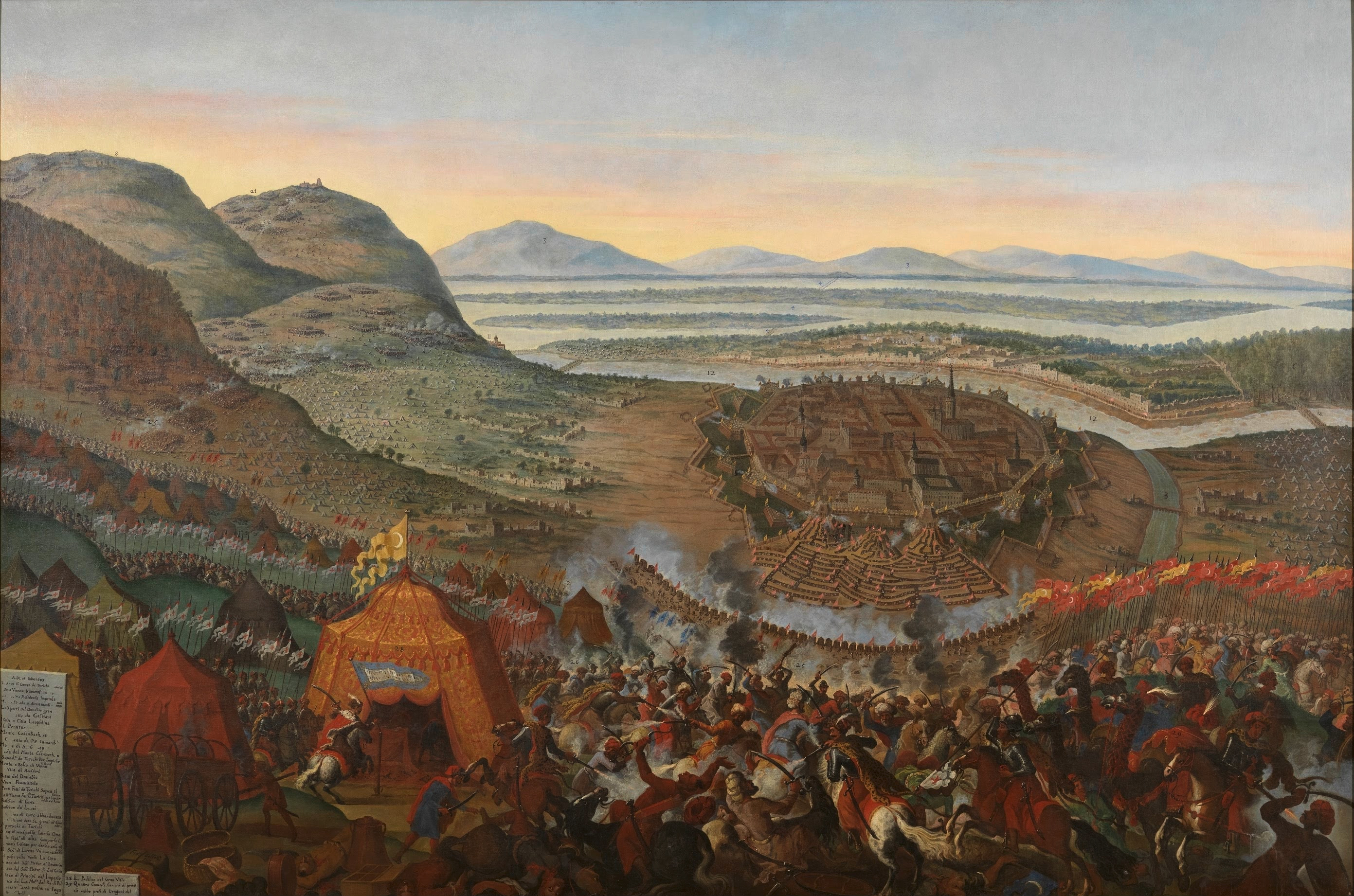
Вторая осада Вены, 1683

Для сравнения, Габсбурги создали Военную границу, защищавшую Габсбургскую монархию от турок. Ослабление кадровой политики Османской империи в войне с Габсбургской Австрией вызвало нехватку первой в вооружении в Тринадцатилетней войне. Это способствовало низкой дисциплине в армии и открытому неподчинению командованию. В 1585—1610 годах в Анатолии разгорелось восстание джелали, в котором приняли участие секбаны К 1600 году население империи достигло 30 000 000 человек, и нехватка земли вызвала ещё большее давление на Порту.
В 1635 году Мурад IV в ходе турецко-персидской войны кратковременно захватил Ереван, в 1638 году — Багдад, восстановив там центральную власть. В период Султаната женщин империей правили матери султанов от имени сыновей. Наиболее влиятельными женщинами в период были Кёсем Султан и её невестка Турхан Хатидже, их политическое соперничество закончилось убийством первой в 1651 году. В эпоху Кёпрюлю великими визирями были представители албанского рода Кёпрюлю. Они осуществляли непосредственный контроль над Османской империей. При содействии визирей Кёпрюлю турки возвратили себе Трансильванию, в 1669 году захватили Крит и в 1676 году — Подолье. Опорными пунктами турок в Подолье были Хотин и Каменец-Подольский.
В мае 1683 года огромная турецкая армия под командованием Кара Мустафа-паши осадила Вену. Турки медлили с последним штурмом и были разгромлены в Венской битве в сентябре этого же года войсками Габсбургов, немцев и поляков. Поражение в битве вынудило турок 26 января 1699 года подписать со Священной Лигой Карловицкий мир, закончивший Великую Турецкую войну. Турки уступили Лиге многие территории. С 1695 года османы вели контрнаступление в Венгрии, оно закончилось сокрушительным поражением в битве при Зенте 11 сентября 1697 года.

### Стагнация и восстановление (1683—1827)

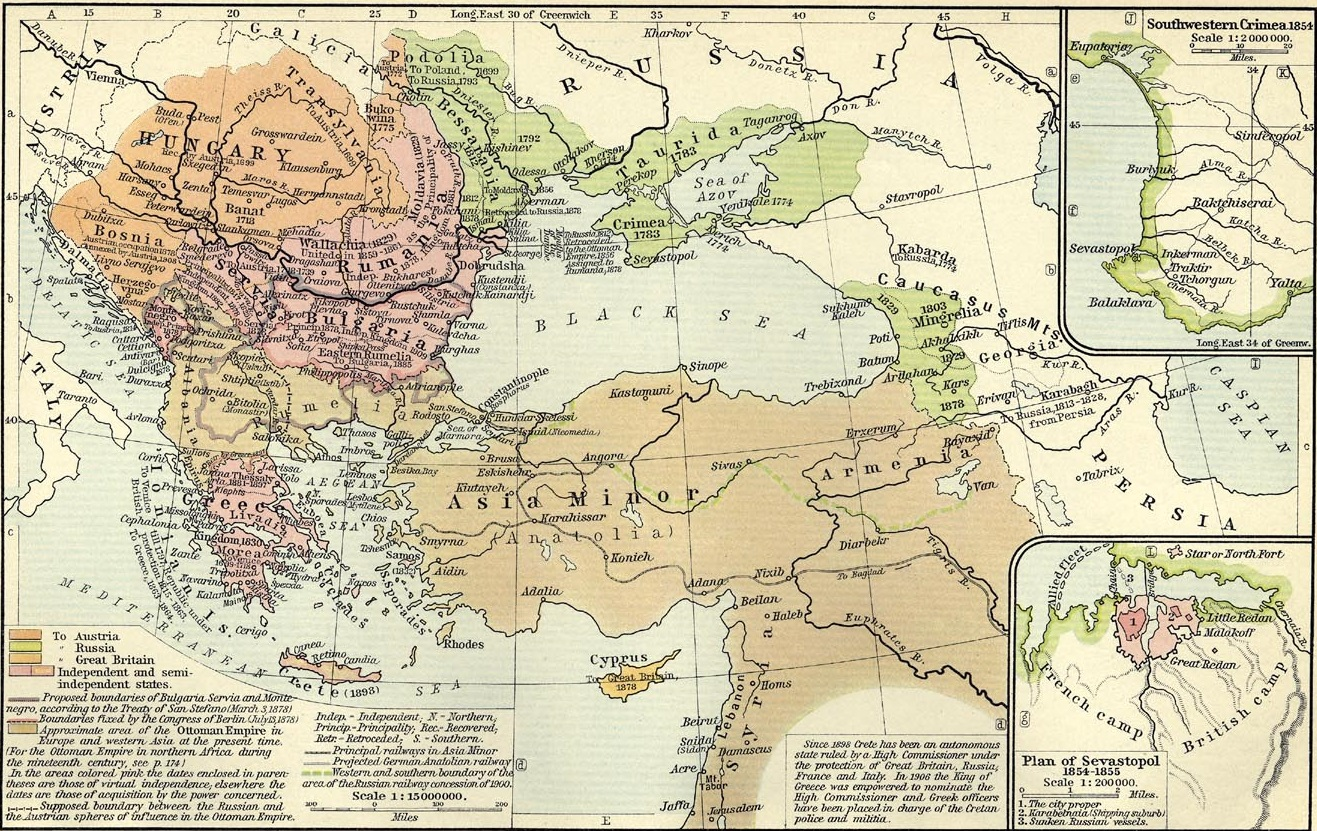
Распад Османской империи в XVII—XIX веках

В течение этого периода Россия представляла большую опасность для Османской империи. В связи с этим, после поражения в Полтавской битве в 1709 году Карл XII стал союзником турок. Карл XII склонил османского султана Ахмеда III объявить войну России. В 1711 османские войска разгромили русских на реке Прут. 21 июля 1718 года между Австрией и Венецией с одной стороны и Османской империей с другой стороны был подписан Пожаревацкий мир, завершивший на некоторое время войны Турции. Тем не менее, договор показал, что Османская империя находилась в обороне и была уже не в состоянии осуществлять экспансию в Европе.

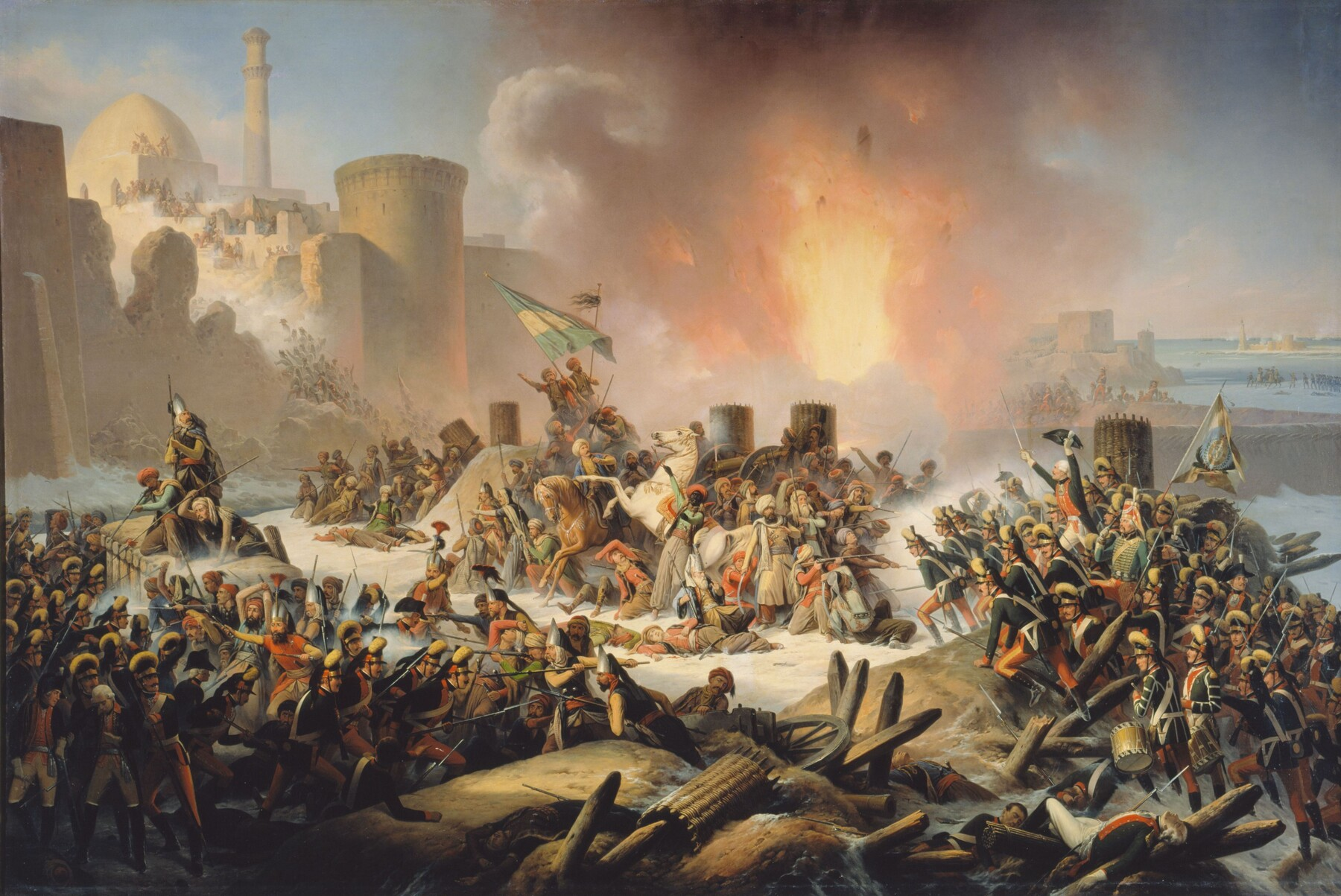
Падение Очакова в 1788 году ознаменовало утерю Османской империей владений в Северном Причерноморье

Вместе с Австрией Российская империя участвовала в Русско-турецкой войне 1735—1739 годов. Война закончилась Белградским мирным договором в 1739 году. По условиям мира Австрия уступала Османской империи Сербию и Валахию, а Азов отошёл Российской империи. Османская империя воспользовалась миром для укрепления, в то время как Россия и Австрия воевали с Пруссией. В этот длительный период мира в Османской империи были проведены образовательные и технологические реформы, были созданы высшие учебные заведения (к примеру, Стамбульский технический университет). В 1734 году в Турции было создано артиллерийское училище, в котором преподавали инструкторы из Франции. Но мусульманское духовенство не одобрило этого шага сближения с европейскими странами, одобренного османским народом. С 1754 года училище стало работать в тайне. В 1726 году Ибрахим Мутеферрика, убедив османское духовенство в продуктивности книгопечатания, обратился к султану Ахмеду III с просьбой разрешить печатать светскую литературу. С 1729 по 1743 в Османской империи издавались его 17 трудов в 23 томах, тираж каждого тома составил от 500 до 1000 экземпляров.
Под видом преследования польского революционера-беглеца русская армия вошла в Балту — османский форпост на границе с Россией. Это событие спровоцировало начало Османской империей русско-турецкой войны 1768—1774 годов. В 1774 году между османами и русскими был заключён Кючук-Кайнарджийский мирный договор, завершивший войну. Согласно договору, с христиан Валахии и Молдовы был снят религиозный гнёт.

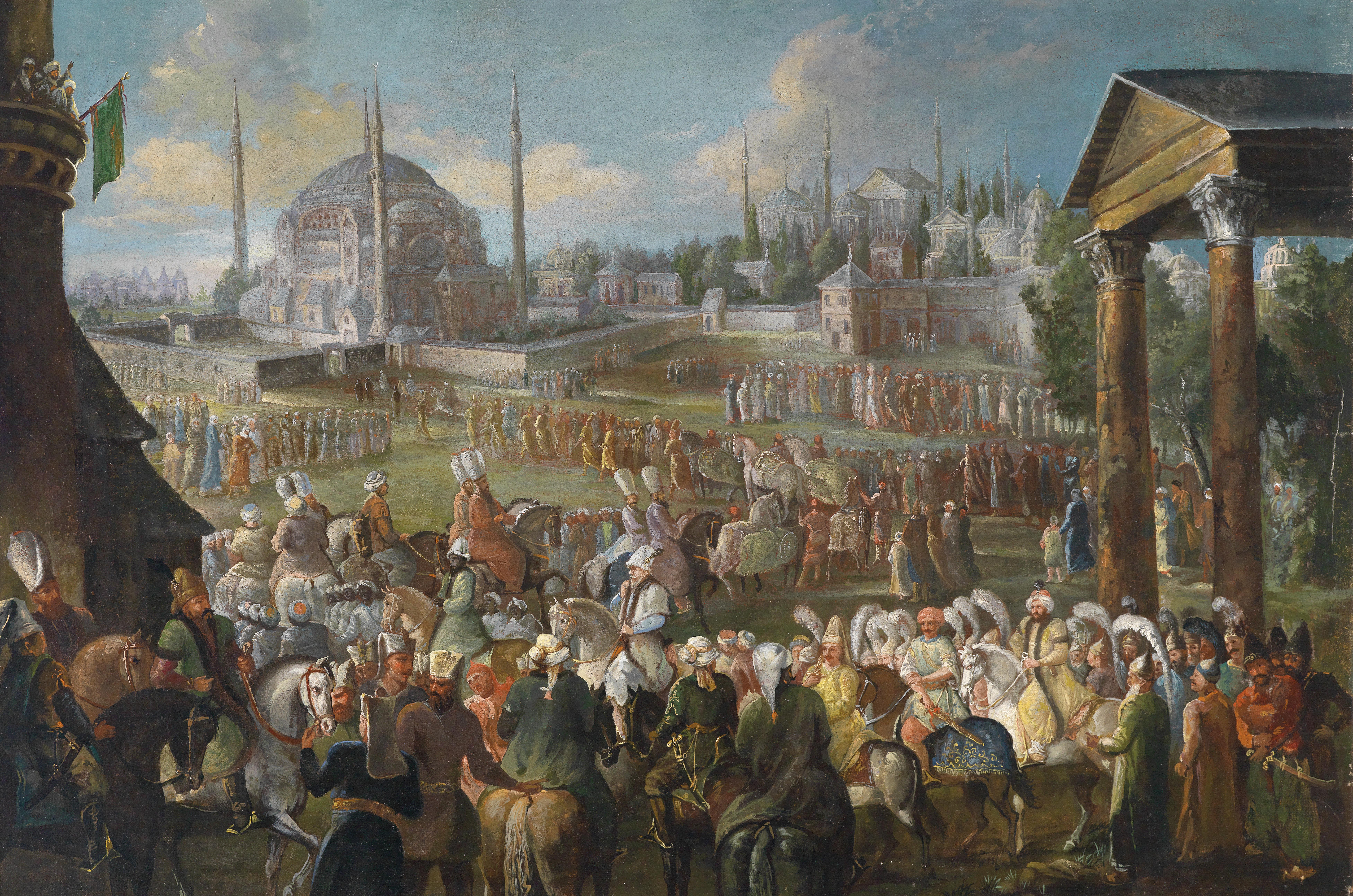
Шествие Султана в Стамбуле,

В течение XVIII—XIX веков последовал целый ряд войн между Османской и Российской империями. В конце XVIII века Турция потерпела ряд поражений в войнах с Россией. И турки пришли к выводу, что для избежания дальнейших поражений Османская армия должна пройти модернизацию.

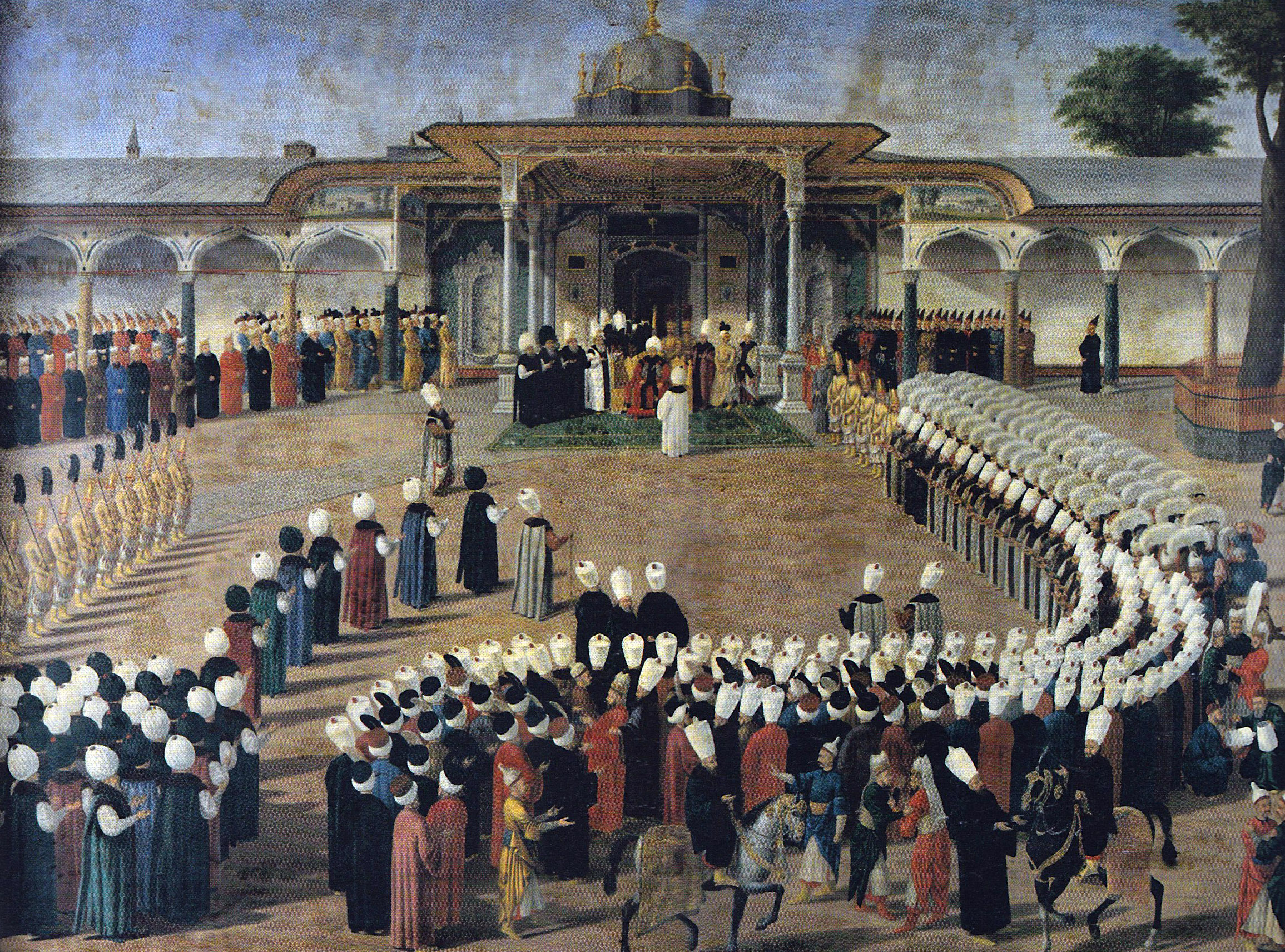
Селим III принимает сановников у «Врат блаженства» («Дер-и-Саадет») дворца Топкапы

В 1789—1807 Селим III провёл военную реформу, сделав первые серьёзные попытки реорганизировать армию по европейскому образцу. Благодаря реформе были ослаблены реакционные течения янычар, которые к тому времени были уже неэффективны. Однако, в 1804 и 1807 годах они поднимали восстания против реформы. В 1807 Селим был посажен заговорщиками под стражу, а в 1808 году убит. В 1826 году Махмуд II ликвидировал янычарский корпус.
Сербская революция 1804—1815 годов стала началом эры романтического национализма на Балканах. Балканскими странами был поднят Восточный вопрос. В 1830 году Османская империя де-юре признала суверенитет Сербии. В 1821 году греки подняли восстание против Порты. За греческим восстанием на Пелопоннесе последовало восстание в Молдове, которое кончилось в 1829 году её де-юре независимостью. В середине XIX века европейцы называли Османскую империю «больным человеком Европы». В 1860—1870 годы вассалы османов: княжества Сербия, Валахия, Молдова и Черногория − обрели полную независимость.

### Модернизационные реформы
В период Танзимата (1839—1876) Порта провела реформы, которые привели к созданию армии, комплектуемой по призыву, реформированию банковской системы, замене религиозного закона на светский и замене заводов на гильдии. 23 октября 1840 года в Стамбуле было открыто министерство почтовой связи Османской империи.
В 1847 году Сэмюэл Морзе получил патент на телеграф от Султана Абдул-Меджида I. После успешного испытания телеграфа, 9 августа 1847 года турки начали строительство первой телеграфной линии Стамбул-Эдирне-Шумен.
В 1876 году в Османской империи была принята конституция. В эпоху первой конституции в Турции был создан парламент, упразднённый султаном в 1878 году. Уровень образования христиан в Османской империи был намного выше образования мусульман, что вызвало большое недовольство последних. В 1861 году в Османской империи насчитывалась 571 начальная школа и 94 средних школ для христиан, в которых учились 14 000 детей, что превышало число школ для мусульман. Поэтому в дальнейшем изучение арабского языка и исламской теологии было невозможно. В свою очередь, более высокий уровень образования христиан позволил им играть большую роль в экономике. В 1911 году из 654 оптовых компаний Стамбула, 528 принадлежали этническим грекам.
В свою очередь, Крымская война 1853—1856 годов стала продолжением длительного соперничества крупнейших европейских держав за земли Османской империи. 4 августа 1854 года во время Крымской войны Османская империя взяла свой первый кредит. Война стала причиной массовой эмиграции крымских татар из России — эмигрировало около 200 000 человек. К концу Кавказской войны 90 % черкесов покинули Кавказ и обосновались в Османской империи.
Многие нации Османской империи в XIX веке охватил подъём национализма. Зарождение национального сознания и этнического национализма в Османской империи было главной её проблемой. Турки сталкивались с национализмом не только у себя в стране, но и за её пределами. Число революционных политических партий в стране резко возросло. Восстания в Османской империи в XIX веке были чреваты серьёзными последствиями, и это повлияло на направление политики Порты в начале XX века.

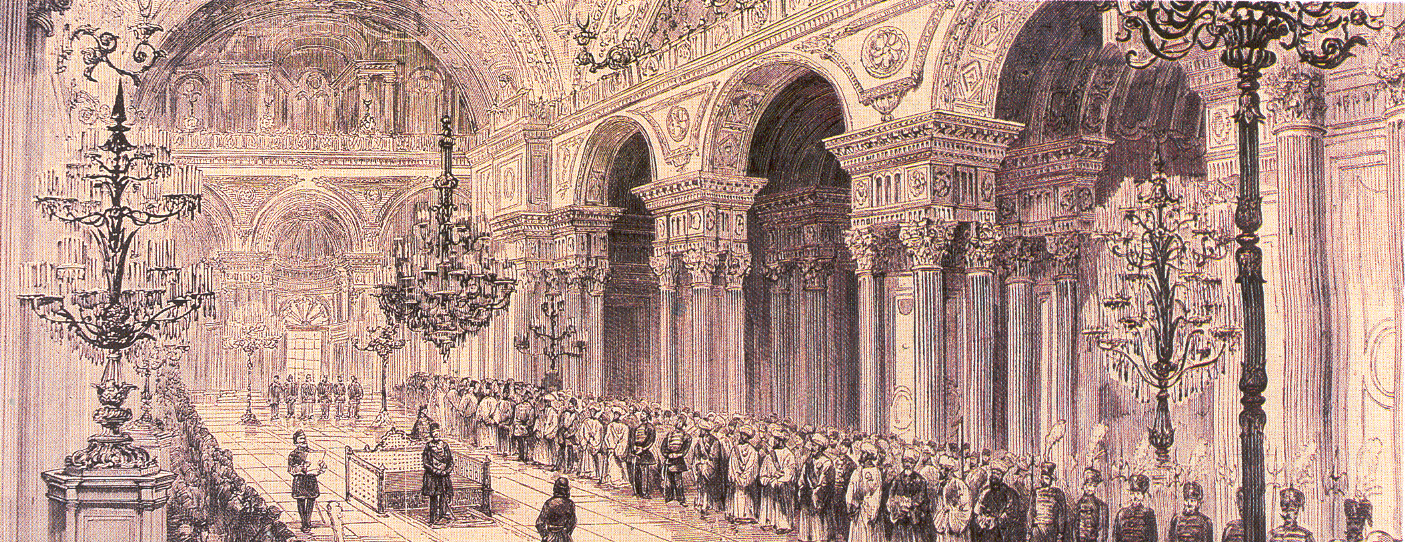
Торжественное открытие здания во дворце Долмабахче в 1876 году

Русско-турецкая война 1877—1878 годов закончилась решительной победой Российской империи. В результате, оборона турок в Европе резко ослабла; Болгария, Румыния и Сербия обрели независимость. В 1878 году Австро-Венгрия аннексировала османские провинции Боснийский вилайет и Новопазарский Санджак, но турки не признали вхождение их в состав этого государства и всеми силами пытались вернуть их обратно.
В свою очередь, после Берлинского конгресса 1878 года Британская империя начала агитационную деятельность за возвращение туркам территорий на Балканах. В 1878 году англичанам было передано управление Кипром. В 1882 году британские войска вторглись в Египет, якобы для подавления восстания Араби-паши, захватив его.
В 1894—1896 годах в результате массовых убийств армян в Османской империи было убито от 100 000 до 300 000 человек.
После сокращения в размерах Османской империи, многие балканские мусульмане переселились в её пределы. К 1923 году в состав Турции вошли Анатолия и Восточная Фракия.

### Распад Османской империи (1908—1922)

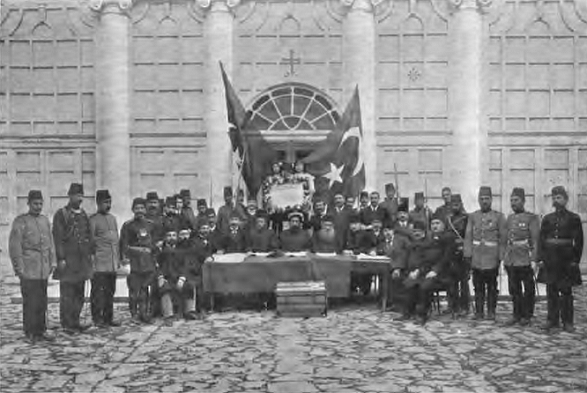
Провозглашение младотурецкого правительства лидерами Миллета

Османская империя уже давно называлась «больным человеком Европы». К 1914 году она потеряла почти все свои территории в Европе и Северной Африке. К тому времени население Османской империи насчитывало 28 000 000 человек, из которых 17 000 000 проживало в Анатолии, 3 000 000 — в Сирии, Ливане и Палестине, 2 500 000 — в Ираке, остальные 5 500 000 — на Аравийском полуострове.
После младотурецкой революции 3 июля 1908 года в Османской империи началась эпоха второй Конституции. Султан объявил о восстановлении конституции 1876 года и вновь созвал Парламент. Приход к власти младотурок означал начало распада Османской империи.
Воспользовавшись гражданскими беспорядками, Австро-Венгрия, выведя свои войска из Новопазарского Санджака, отошедшего туркам, ввела их в Боснию и Герцеговину, аннексировав её. В ходе Итало-турецкой войны 1911—1912 годов Османская империя лишилась Ливии, и Балканский союз объявил ей войну. Империя потеряла все свои территории на Балканах за время Балканских войн, кроме Восточной Фракии и Адрианополя. 400 000 балканских мусульман, боясь расправы со стороны греков, сербов и болгар, отступали вместе с османской армией. Немцами было предложено строительство железнодорожной линии в Ираке. Железная дорога была построена лишь частично. В 1914 году Британская империя купила эту железную дорогу, продолжив её строительство. Железная дорога сыграла особую роль в возникновении Первой мировой войны.

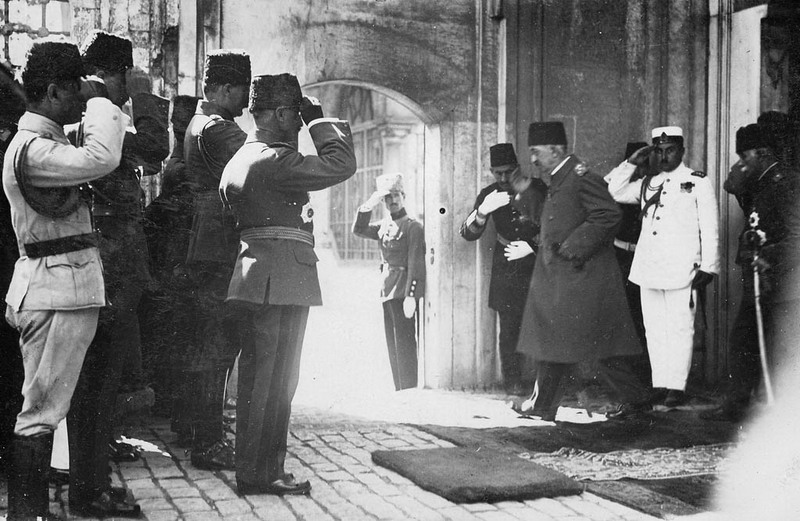
Мехмед VI, последний султан Османской империи, покидает Стамбул, 1922

После начала военных действий Первой мировой войны в Европе Турция сохраняла нейтралитет, опасаясь военного столкновения с Россией. Начиная с 1711 года Османская империя проиграла России семь войн. Османы знали, что, если они нападут на Россию и проиграют, их империю ожидает неминуемое расчленение. Однако к ноябрю 1914 года Османская империя оказалась втянутой в войну на стороне Центральных держав. Турецкие войска участвовали в боевых действиях на Ближнем Востоке и на Кавказском фронте. В течение войны Османская империя одержала несколько существенных побед (например, Дарданелльская операция, Осада Эль-Кута), но и потерпела несколько серьёзных поражений, в частности, на Кавкaзском фронте. Кроме того, туркам пришлось иметь дело с восстанием арабских племён на Ближнем Востоке.
До нашествия турок-сельджуков, на территории современной Турции находились христианские государства ромеев и армян, и даже после того, как турки захватили греческие и армянские земли, в XVIII веке греки и армяне всё ещё составляли 2/3 местного населения, в XIX веке — 1/2 населения, в начале XX века 50—60 % составляло местное коренное христианское население. Всё изменилось в конце Первой мировой войны в результате геноцида греков, ассирийцев, армян, болгар и курдов-езидов, проведённого турецкой армией и курдской, черкесской, туркоманской и турецкой милициями.
Апрель 1915 — начало геноцида армян. В 1915 году русские войска продолжали наступление в Восточной Анатолии, тем самым спасая часть армян от уничтожения турками.
В 1916 году на Ближнем Востоке вспыхнуло Арабское восстание, которое переломило ход событий в пользу Антанты.
30 октября 1918 года было подписано Мудросское перемирие, закончившее Первую мировую войну. За ним последовали оккупация Константинополя и раздел Османской империи. По условиям Севрского мирного договора разделённая территория Османской империи была закреплена между державами Антанты.
Оккупации Константинополя и Измира привели к началу турецкого национального движения. Война за независимость Турции 1919—1922 годов окончилась победой турок под руководством Мустафы Кемаля Ататюрка. 1 ноября 1922 года был упразднён султанат, а 17 ноября 1922 года последний султан Османской империи Мехмед VI покинул страну. 29 октября 1923 года Великое национальное собрание Турции объявило о создании Турецкой республики. 3 марта 1924 года был упразднён халифат.

### Упразднение халифата (1924)

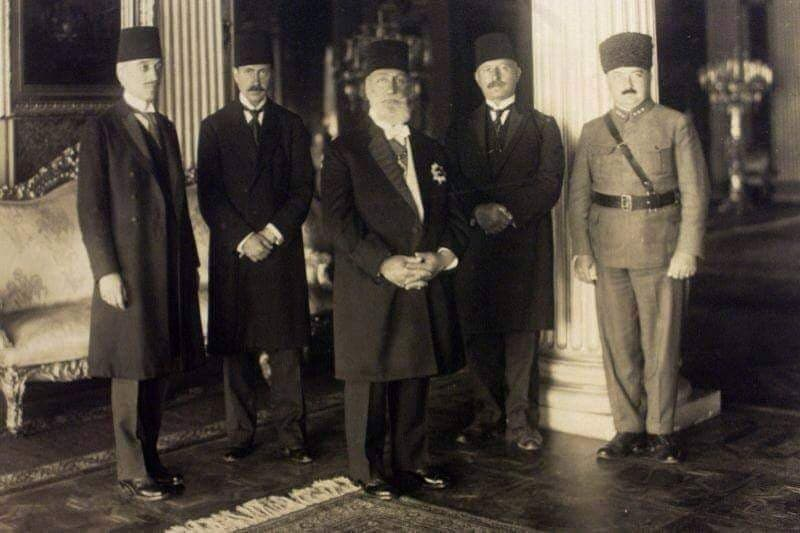
Абдулмеджиду официально сообщают о его низложении с престола в марте 1924 года

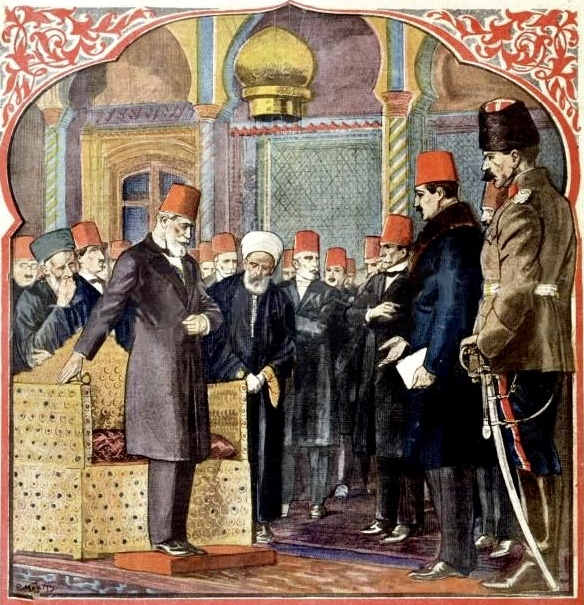
«Упразднение Халифата. Последний халиф». Иллюстрация из выпуска журнала Le Petit Journal от 16 марта 1924 года.

1 ноября 1922 года Великое национальное собрание Турции в Анкаре постановило разделить султанат и халифат и упразднить первый, чтобы положить конец правительству в Стамбуле. Также собрание решило, что османский халифат должен возглавлять член правящей династии, но не тот, кто наследует титул султана, а самый достойный с точки зрения морали. Однако 1 ноября султан Мехмед VI не был лишён титула халифа и 3 ноября ещё присутствовал на пятничной молитве в качестве такового. Наконец, 16 ноября Великое национальное собрание Турции лишило Мехмеда VI титула не только султана, но и халифа, а на следующий день экс-султан покинул страну.
19 (по другим данным — 18) ноября 1922 года Великое национальное собрание Турции избрало двоюродного брата Мехмеда Абдул-Меджида халифом, как наиболее достойного этого титула. 24 ноября в мечети Хырка-и Шериф близ Топкапы Абдул-Меджид принёс присягу на верность халифату. На церемонии присутствовали многие государственные деятели, в том числе представители правительства в Анкаре — Рефет-паша и Ходжа Мюфид-эфенди. Впервые была произнесена молитва на турецком языке вместо арабского. Также в мечети Фатих впервые от имени нового халифа Мюфидом-эфенди была зачитана проповедь на турецком языке. После чего Абдул-Меджид поблагодарил правительство за оказанное ему доверие.
Вскоре Абдул-Меджид столкнулся с некоторыми сложностями: он желал использовать титул халифа — посланника Аллаха, этот же титул как султан и халиф носил и отец Абдул-Меджида; однако Мустафа Кемаль настаивал на присвоении халифу титула халифа правоверных, что подчеркнуло бы разделение султаната и халифата. В это же время, 21-27 декабря 1923 года, проходило собрание халифов, на котором были подтверждены полномочия Абдул-Меджида. Вместе с тем, 3 января Мустафе Кемалю халифами было присвоено звание спасителя халифата. 15 января во время очередного заседания Великое национальное собрание Турции вынесло на обсуждение вопрос о целесообразности сохранения халифата.
29 октября 1923 года Османское государство прекратило своё существование, а на смену ему пришла Турецкая Республика, и необходимость в халифате отпала. Газеты пестрили заголовками о том, что Абдул-Меджид добровольно снимает с себя полномочия халифа, однако сам он хранил молчание. 5 декабря 1923 года газета исламского сообщества Великобритании выпустила публикацию в защиту Абдул-Меджида и халифата в целом. Сторонники халифата оставались и в самой Турции. Несмотря на это, 3 марта 1924 года был издан закон № 431, согласно которому все прямые члены династии Османов изгонялись из страны, а сам институт халифата был упразднен.

## Форма правления

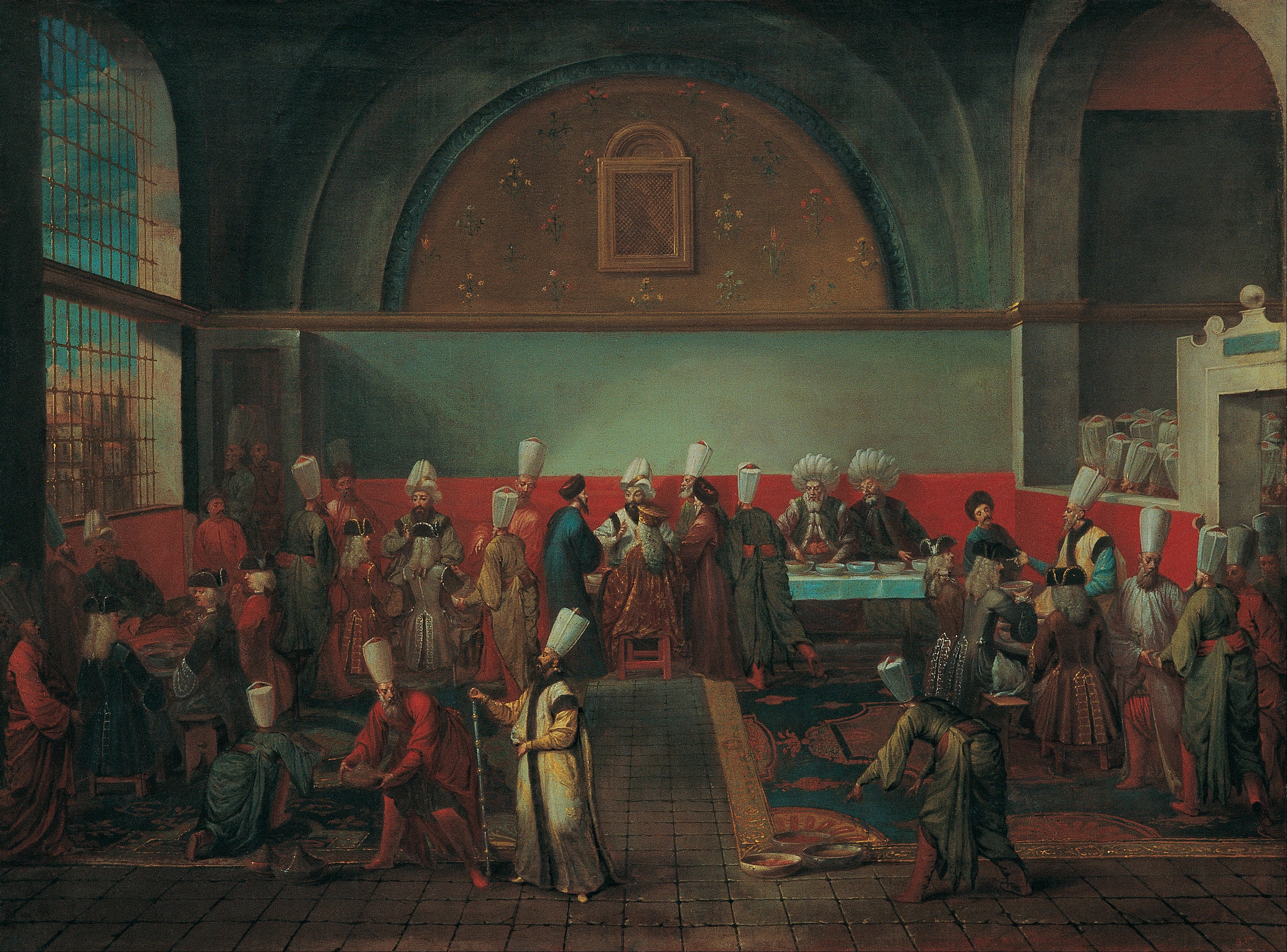
Послы во дворце Топкапы

Государственная организация Османской империи была очень проста. Её главными направлениями были военная и гражданская администрации. Высшей должностью в стране был султан. Гражданская система была основана на административных единицах, построенных на характерных особенностях регионов. Турки использовали систему, при которой государство контролировало духовенство (как в Византийской империи). Определённые доисламские традиции турок, сохранившиеся после введения в оборот административной и судебной систем из мусульманского Ирана, остались важными в административных кругах Османской империи. Основной задачей государства была оборона и расширение империи, а также обеспечение безопасности и сбалансированности внутри страны ради сохранения власти.
Ни одна из династий мусульманского мира не находилось так долго у власти, как династия османов. Династия османов была тюркского происхождения. Одиннадцать раз османский султан свергался недругами как враг народа. В истории Османской империи было лишь 2 попытки свержения османской династии, обе окончившиеся неудачей, что свидетельствовало о силе турок-османов.
Высокое положение халифата, управлявшегося султаном, в исламе позволило создать туркам османский халифат. Османский султан (или падишах, «царь царей») был единственным правителем империи и являлся олицетворением государственной власти, хотя он не всегда осуществлял абсолютный контроль. Новым султаном всегда становился один из сыновей прежнего султана. Прочная система образования дворцовой школы была направлена на ликвидацию неподходящих возможных наследников и создания поддержки для правящей элиты преемника. Дворцовые школы, в которых учились будущие государственные чиновники, были не обособленны. В Медресе (осман. Medrese‎) учились мусульмане, здесь преподавали учёные и государственные чиновники. Материальную поддержку оказывали вакуфы, что позволяло детям из бедных семей получить высшее образование, христиане же учились в эндеруне, куда набирались ежегодно 3000 мальчиков-христиан от 8 до 12 лет из 40 семей из населения Румелии и/или Балкан (девширме).

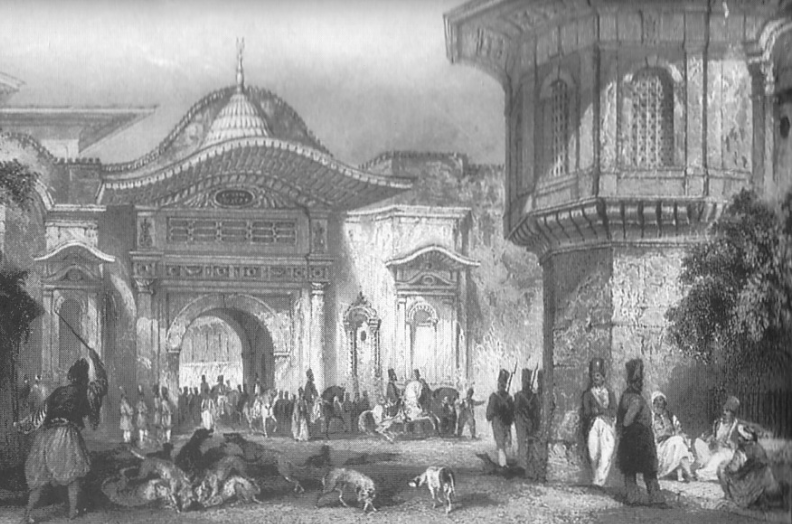
Ворота (Bâb-ı Âlî) Блистательной Порты

Несмотря на то, что султан был верховным монархом, государственная и исполнительная власть была возложена на политиков. Между советниками и министрами в органе самоуправления (диван, в XVII веке был переименован в Порту) шла политическая борьба. Ещё во времена бейлика диван состоял из старейшин. Позже вместо старейшин в состав дивана вошли армейские офицеры и местная знать (к примеру, религиозные и политические деятели). Начиная с 1320 года, великий визирь выполнял некоторые обязанности султана. Великий визирь был полностью независим от султана, он мог как угодно распоряжаться наследственным имуществом султана, отправлять в отставку любого и контролировать все сферы. Начиная с конца XVI века, султан перестал участвовать в политической жизни государства, и великий визирь стал де-факто правителем Османской империи.

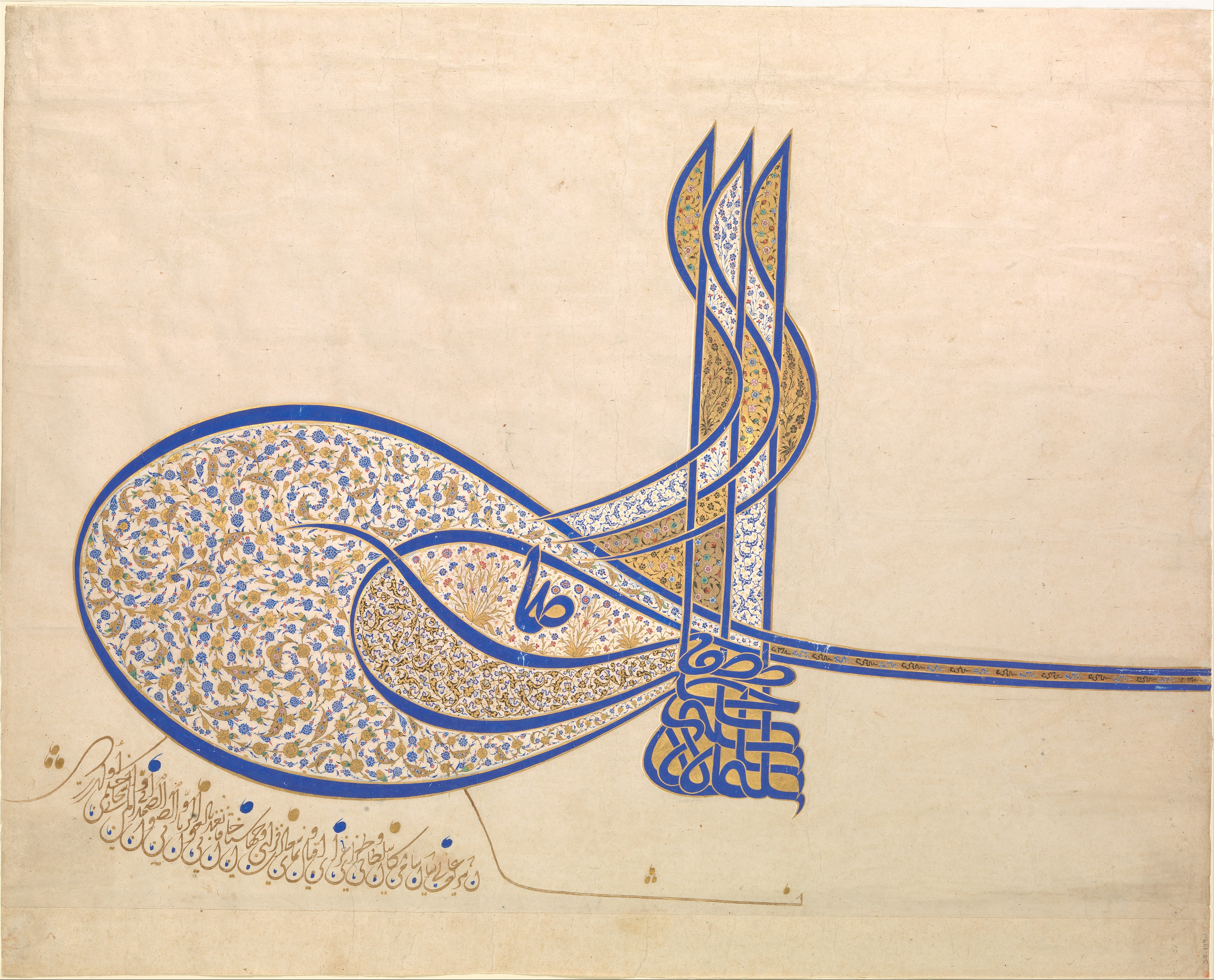
Тугра Сулеймана Великолепного (1520)

На всём протяжении истории Османской империи было много случаев, когда правители вассальных Османской империи княжеств действовали, не согласовывая действия с султаном и даже против него. После Младотурецкой революции Османская империя стала конституционной монархией. Султан уже не имел исполнительной власти. Был создан парламент с делегатами от всех провинций. Они образовали Имперское правительство (Османская империя).
Увеличивающейся стремительно в размерах империей руководили преданные, опытные люди (албанцы, фанариоты, армяне, сербы, венгры и другие). Христиане, мусульмане и евреи полностью изменили систему управления в Османской империи.
В Османской империи было эклектичное правление, что сказывалось даже на дипломатической корреспонденции с другими державами. Первоначально переписка осуществлялась на греческом языке.
Все османские султаны имели 35 персональных знаков — тугр, которыми они подписывались. Вырезанные на печати султана, они содержали имя султана и его отца, а также высказывания и молитвы. Самой первой тугрой была тугра Орхана I. Аляповатая тугра, изображённая в традиционном стиле, была основой османской каллиграфии.

### Закон

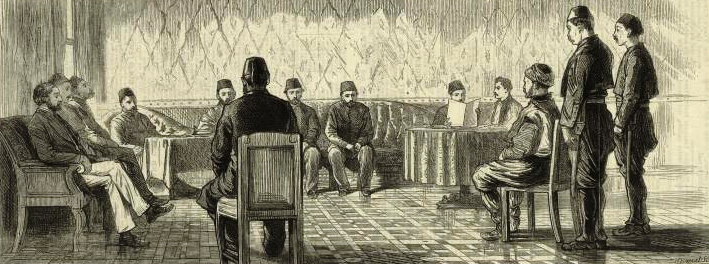
Судебный процесс в Османской империи, 1877

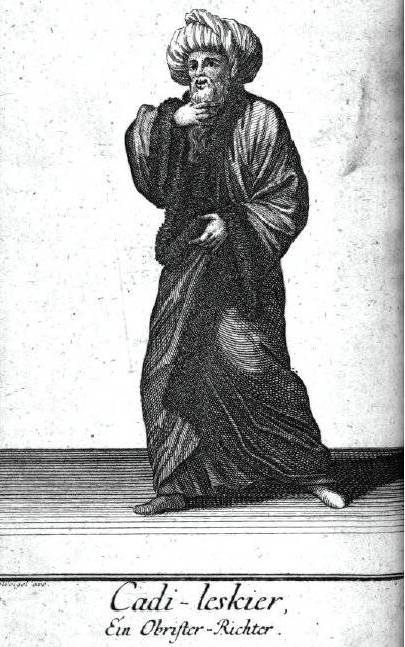
Кадиаскер или верховный судья, XVIII век

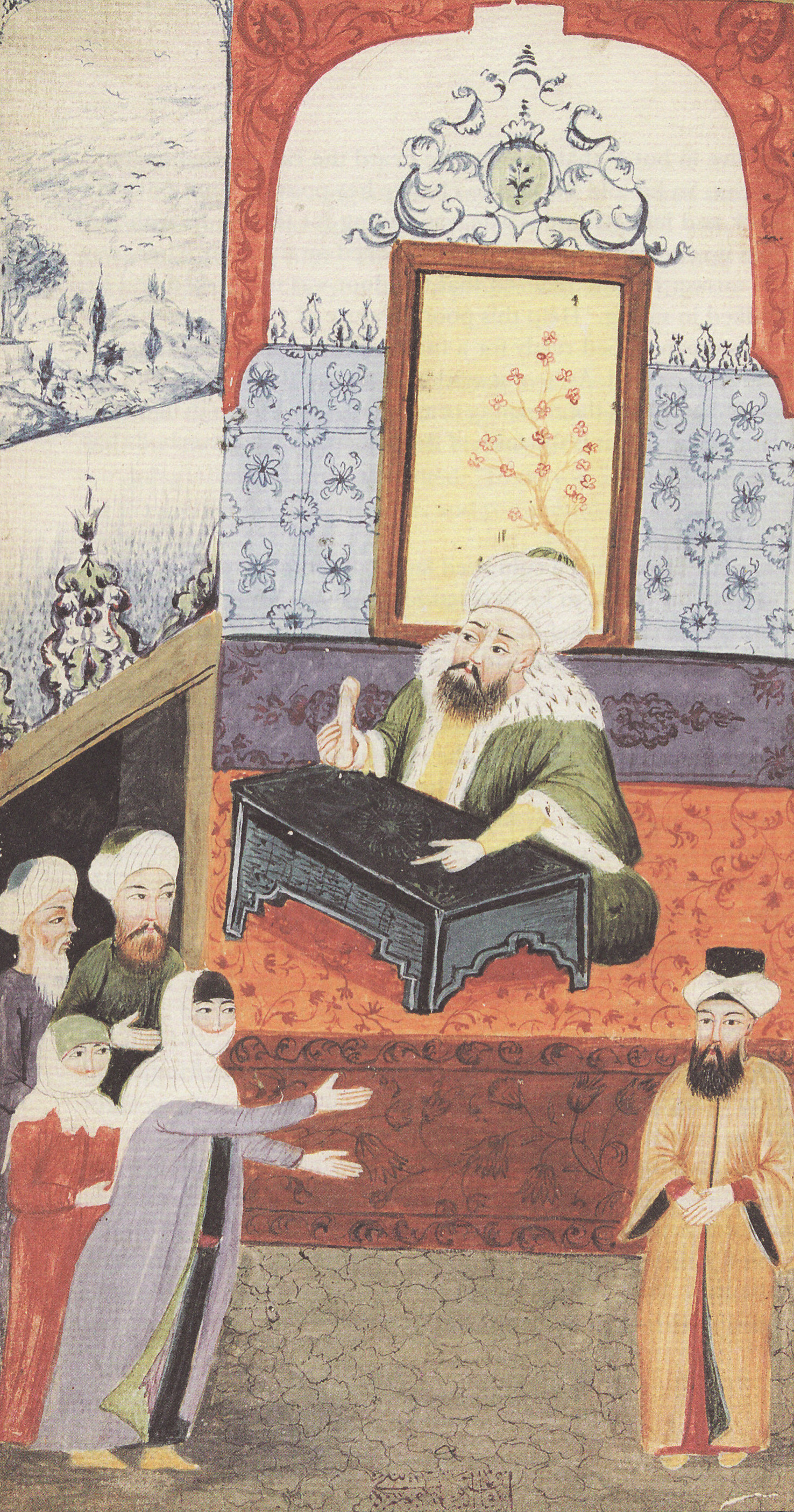
Женщина требует развода с мужем в Шариатском суде миниатюра, XVIII век

Османская правовая система была основана на религиозном праве. Османская империя была построена по принципу местного законоведения. Правовое управление в Османской империи было полной противоположностью центральной власти и местным органам управления. Могущество османского султана сильно зависело от министерства правового развития, которое удовлетворяло нужды миллета. Османское законоведение преследовало цель объединения различных кругов в культурном и религиозном отношениях. В Османской империи было 3 судебных системы: первая — для мусульман, вторая — для немусульманского населения (во главе этой системы стояли иудеи и христиане, управлявшие соответствующими религиозными общинами) и третья — так называемая система «торговых судов». Вся эта система управлялась кануном — системой законов, основанной на доисламских Ясе и Торе. Канун также был светским правом, издававшимся султаном, которое разрешало проблемы, не разобранные в шариате.
Эти судебные разряды были не вполне исключением: первые мусульманские суды также использовались для урегулирования конфликтов при мене или споров сутяжников-иноверцев, и евреев и христиан, часто обращавшимся к ним для разрешения конфликтов. Правительство Османской империи не вмешивалось в немусульманские правовые системы, несмотря на то, что оно могло вмешаться в них с помощью наместников. Правовая система шариата была создана путём объединения Корана, Хадиса, Иджмы, Кияса и местных обычаев. Обе системы (канун и шариат) преподавались в юридических школах Стамбула.
Реформы в период Танзимата существенно повлияли на правовую систему в Османской империи. В 1877 году частное право (за исключением семейного права) было кодифицировано в Маджалле. Позднее были кодифицированы торговое право, уголовное право и гражданский процесс.

### Армия

Гофмейстер султана Мурада IV с янычарами

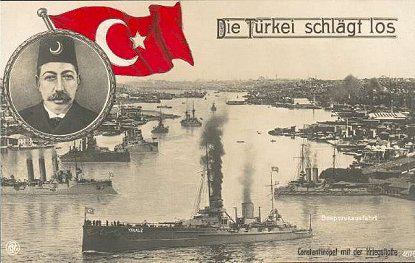
Германская открытка, изображающая османские корабли во главе с линейным крейсером Явуз (Гёбен). В верхнем левом углу портрет Султана Мехмеда V.

Первая военная часть османской армии была создана в конце XIII века Османом I из членов племени, населявшего холмы Западной Анатолии. Военная система стала сложной организационной единицей в первые годы существования Османской империи. Османская армия имела комплексную систему вербовки и феодальной обороны. Основным родом войск были янычары, сипахи, акинчи и оркестр янычар. Османская армия считалась когда-то одной из самых современных армий в мире. Она была одной из первых армий, которая использовала мушкеты и артиллерийские орудия. Турки впервые использовали фальконет во время осады Константинополя в 1422 году. Удача конных войск в сражении зависела от их быстродействия и манёвренности, а не толстой брони лучников и мечников, их туркменских и арабских лошадей (предки чистокровных лошадей для скачек) и прикладной тактики. Ухудшение боеспособности османской армии началось в середине XVII века и продолжилось после Великой Турецкой войны. В XVIII веке турки одержали несколько побед над Венецией, однако в Европе уступила русским некоторые территории.
В XIX веке прошла модернизация османской армии и страны в целом. В 1826 году султан Махмуд II ликвидировал янычарский корпус и создал современную османскую армию. Армия Османской империи была первой армией, нанявшей иностранных инструкторов и отправившей своих офицеров учиться в Западную Европу. Соответственно, в Османской империи разгорелось младотурецкое движение, когда эти офицеры, получив образование, вернулись на Родину.

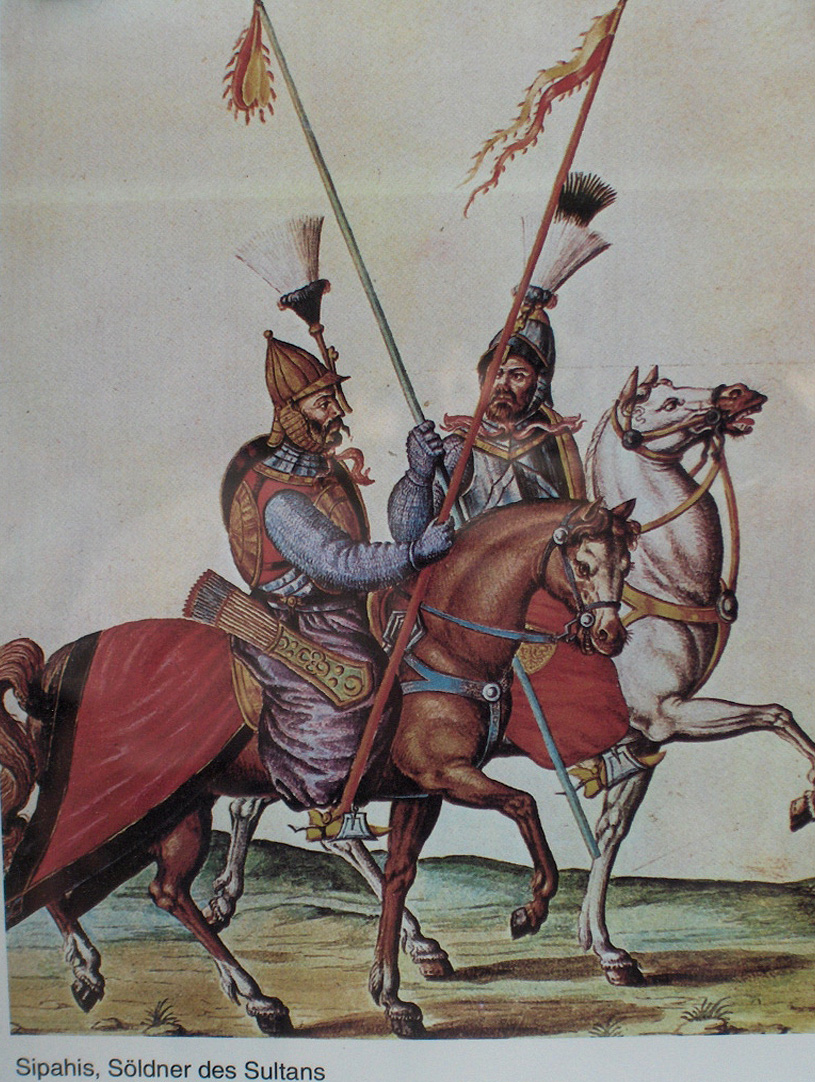
Османские Сипахи — элитные кавалерийские войска

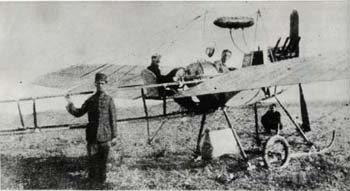
во время Балканских войн 1912—1913 годов

Активное участие в турецкой экспансии в Европе принимал также османский флот. Именно благодаря флоту, турки захватили Северную Африку. Потеря турками Греции в 1821 году и Алжира в 1830 году ознаменовали начало ослабления военной мощи османского флота и контроля над далёкими заморскими территориями. Султан Абдул-Азиз попытался восстановить мощь османского флота, создав один из крупнейших флотов в мире (3-е место после Великобритании и Франции). В 1886 году на верфи в Барроу в Великобритании была построена первая подводная лодка военно-морского флота Османской империи.
Тем не менее, терпящая крах экономика не могла больше поддерживать флот. Султан Абдул-Хамид II, не доверявший турецким адмиралам, вставшим на сторону реформатора Мидхата-паши, утверждал, что многочисленный флот, требующий дорогого содержания, не поможет выиграть русско-турецкую войну 1877—1878 годов. Он отправил все турецкие корабли в залив Золотой Рог, где они гнили в течение 30 лет. После младотурецкой революции 1908 года, партия «Единение и прогресс» предприняла попытку воссоздать мощный османский флот. В 1910 году младотурки начали собирать пожертвования для закупки новых кораблей.
История военно-воздушных сил Османской империи началась в 1909 году. Первое лётное училище в Османской империи (тур. Tayyare Mektebi) было открыто 3 июля 1912 года в районе Ешилкёй города Стамбула. Благодаря открытию первого лётного училища, в стране началось активное развитие военной авиации. Было увеличено количество военных пилотов рядового состава, из-за чего была увеличена численность вооружённых сил Османской империи. В мае 1913 года в Османской империи была открыта первая в мире авиационная школа для обучения лётчиков управлению самолётов-разведчиков и создано отдельное разведывательное подразделение. В июне 1914 года в Турции была основана школа военно-морской авиации (тур. Bahriye Tayyare Mektebi). С началом Первой мировой войны процесс модернизации в государстве резко остановился. ВВС Османской империи сражались на многих фронтах Первой мировой войны (в Галиции, на Кавказе и в Йемене).

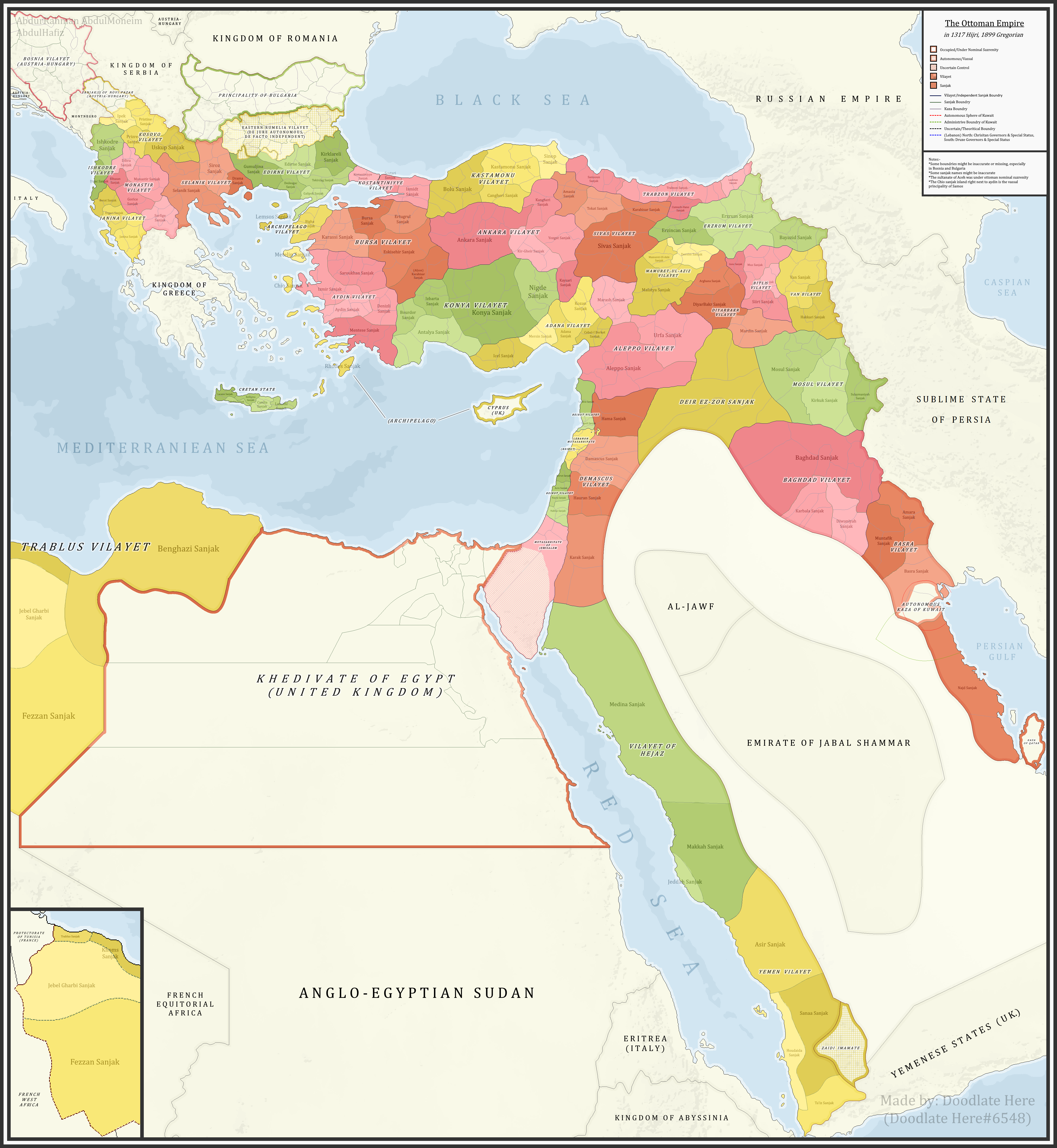
Административно-территориальное деление Османской империи в 1899 году

## Административное деление Османской империи
Административное деление Османской империи основывалось на военной администрации, которая управляла субъектами государства. Вне этой системы были вассальные и даннические государства.

## Экономика

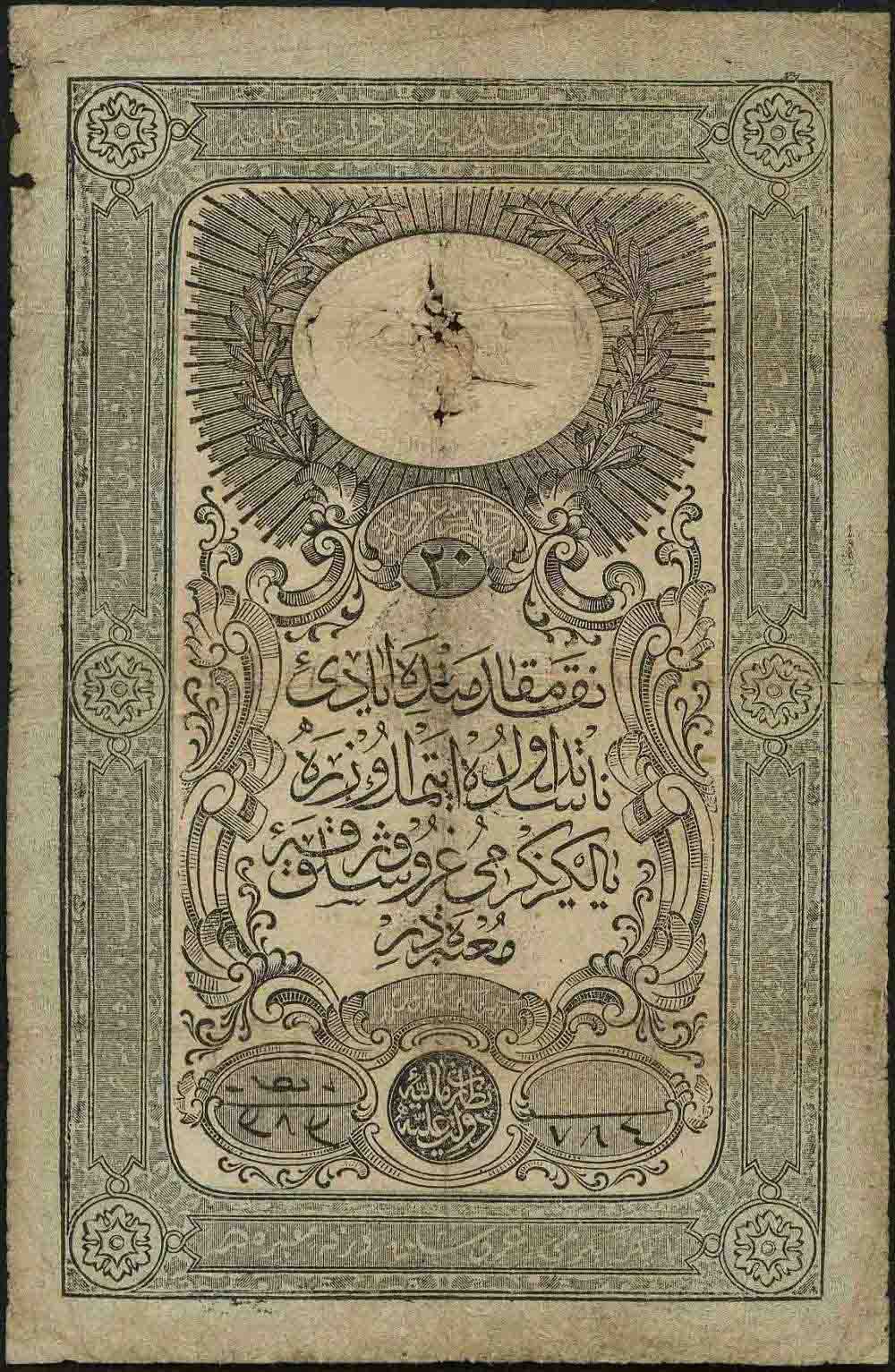
Банкнота 1852 года в 20 куруш

Правительство Османской империи проводило стратегию развития Бурсы, Адрианополя и Константинополя как крупных торговых и промышленных центров, в разное время являвшимися столицами государства. Поэтому Мехмед II и его преемник Баязид II поощряли миграцию евреев-ремесленников и евреев-купцов в Стамбул и другие крупные порты. Однако в Европе евреи всюду преследовались христианами. Именно поэтому еврейское население Европы иммигрировало в Османскую империю, где турки нуждались в евреях.
Экономическая мысль Османской империи была тесно связана с основной концепцией государства и общества Ближнего Востока, в основе которой лежала цель укрепления власти и расширения территории государства — всё это осуществлялось так как Османская империя имела большие ежегодные доходы благодаря процветанию производительного класса. Конечной целью являлось увеличение государственных доходов без ущерба развитию регионов, так как ущерб мог вызвать социальные беспорядки, и неизменность традиционной структуры общества.
Структура казначейства и канцелярии была развита в Османской империи лучше, чем в других исламских государствах, и до XVII века Османская империя оставалась ведущей организацией в этих структурах. Эта структура была разработана чиновниками-писцами (также известны как «литературные работники») как особая группа отчасти высококвалифицированных богословов, которая переросла в профессиональную организацию. Действенность этой профессиональной финансовой организации поддерживалась великими государственными деятелями Османской империи.
Структура экономики государства была обусловлена её геополитической структурой. Османская империя, находившись посередине между Западом и Арабским миром, блокировала сухопутные пути на восток, что заставило португальцев и испанцев отправиться на поиски новых путей в страны Востока. Империя контролировала дорогу специй, по которой когда-то проходил Марко Поло. В 1498 году португальцы, обогнув Африку, установили торговые связи с Индией, в 1492 году Христофор Колумб открыл Багамские острова. В это время Османская империя достигла расцвета — власть султана распространялась на 3 части света.
Согласно современным исследованиям, ухудшение отношений между Османской империей и Центральной Европой было вызвано открытием новых морских путей. Это прослеживалось в том, что европейцы больше не искали сухопутные пути на Восток, а следовали туда морскими путями. В 1849 году была подписана Балта-Лиманская конвенция, благодаря которой английские и французские рынки стали наравне с османскими.
Благодаря развитию коммерческих центров, открытию новых путей, увеличению количества обрабатываемых земель и международной торговле государство осуществляло основные экономические процессы. В общей сложности, основными интересами государства были финансы и политика. Однако османские чиновники, создавшие социальный и политический строи империи, не могли не видеть преимущества капиталистической и торговой экономики западноевропейских государств.

## Демография
| Год  | Население  |
| ---- | ---------- |
| 1520 | 11 692 480 |
| 1566 | 15 000 000 |
| 1683 | 30 000 000 |
| 1831 | 7 230 660  |
| 1856 | 35 350 000 |
| 1881 | 17 388 604 |
| 1906 | 20 884 000 |
| 1914 | 18 520 000 |
| 1919 | 14 629 000 |

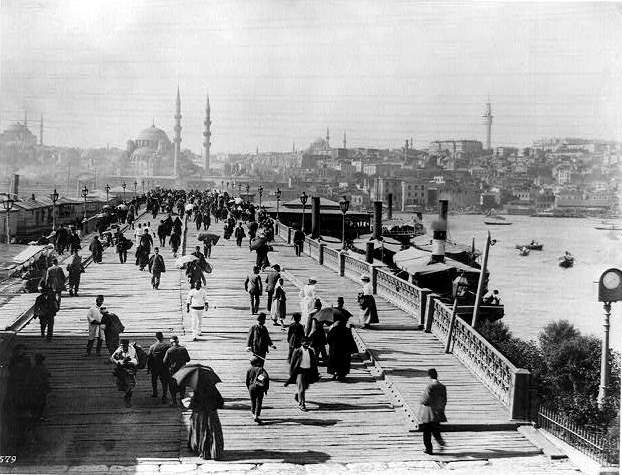
Вид Стамбула (Старый город) и Галатского моста. Вид из залива Золотой Рог. Около 1880—1893

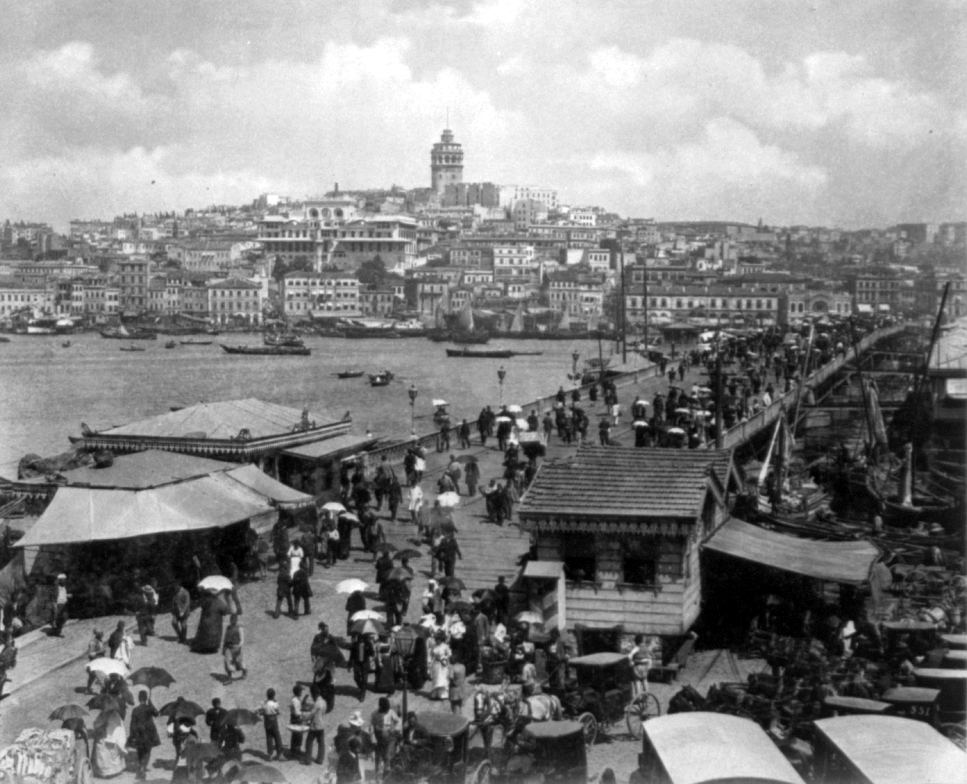
Вид Галаты и Галатского моста. Вид из залива Золотой Рог. Около 1880—1893

Первая перепись населения Османской империи произошла в начале XIX века. Официальные результаты переписи 1831 года и последующих годов публиковались правительством, однако, перепись шла не всех слоёв населения, а лишь отдельных. К примеру, в 1831 году шла перепись только мужского населения.
Непонятно из-за чего население страны в XVIII веке было ниже, чем в XVI веке. Тем не менее население империи стало увеличиваться и к 1800 году достигла 25 000 000—32 000 000 человек, из которых 10 000 000 проживало в Европе, 11 000 000 — в Азии и 3 000 000 — в Африке. Плотность населения Османской империи в Европе была в два раза выше, чем плотность населения Анатолии, плотность которой, в свою очередь, была в 3 раза выше, чем в Ираке и Сирии и в 5 раз выше, чем в Аравии. В 1914 году численность населения государства составляла 18 500 000 человек. К этому времени территория страны сократилась примерно в 3 раза. Это означало, что плотность населения увеличилась практически в 2 раза.
По рождаемости имеются только отрывочные данные: в 1900 году по 15 провинциям Анатолии рождаемость мусульман было 49 рождений на тысячу человек, а смертность 29—38 человек на тысячу. Преемники Османской империи на Балканах (Сербия, Болгария и Венгрия) имели рождаемость около 40 человек на тысячу и смертность в 19 человек на тысячу в 1900—1910 годах.
К концу существования империи средняя продолжительность жизни в ней была 49 лет, несмотря на то, что ещё в XIX веке этот показатель был крайне низким и составлял 20—25 лет. Такая малая продолжительность жизни в XIX веке была обусловлена эпидемическими заболеваниями и голодом, которые, в свою очередь, были вызваны дестабилизацией и демографическими изменениями. В 1785 году около одной шестой населения османского Египта умерло от чумы. В течение всего XVIII века численность населения Алеппо сократилась на 20 %. В 1687—1731 годах населения Египта голодало 6 раз, последний же голод в Османской империи разразился в 1770-х годах в Анатолии. Избежать голод в последующие года удалось благодаря улучшению санитарных условий, здравоохранения и началу транспортировки продуктов питания в города государства.
Население начало перебираться в портовые города, что было вызвано началом развития пароходства и железных дорог. В 1700—1922 годах в Османской империи шёл процесс активного роста городов. Благодаря улучшению системы здравоохранения и санитарных условий, города Османской империи стали более привлекательными для жизни. Особенно в портовых городах шёл активный рост населения. К примеру, в Салониках численность населения увеличилась с 55 000 в 1800 году до 160 000 в 1912 году, в Измире — со 150 000 в 1800 году до 300 000 в 1914 году. В некоторых регионах шло снижение численности населения. Например, численность населения Белграда снизилась с 25 000 до 8000 вследствие борьбы за власть в городе.
Экономическая и политическая миграции оказали отрицательное воздействие на империю. Например, присоединение Крыма к Российской Империи и колониальная экспансия Габсбургской монархии на Балканах привели к миграции многих мусульман, населявших эти территории, — около 200 000 крымских татар бежало в Добруджу. В 1783—1913 году в Османскую империю иммигрировало 5 000 000—7 000 000 человек, 3 800 000 из которых были выходцами из России. Миграция сильно повлияла на политическую напряжённость между различными частями империи. Уменьшилось число ремесленников, торговцев, промышленников и земледельцев. Начиная с XIX века, в Османскую империю началась массовая миграция всех мусульман (так называемые мухаджиры) с Балкан.

### Языки
Официальным языком Османской империи являлся османский язык. Был подвержен сильному влиянию персидского и арабского языков. Наиболее распространёнными языками в азиатской части страны были: османский (на котором говорило население Анатолии и Балкан, за исключением Албании и Боснии), персидский (на котором говорила знать) и арабский (на котором говорило население Аравии, Северной Африки, Ирака, Кувейта и Леванта), в азиатской части также были распространены курдский, армянский, новоарамейские языки, понтийский и каппадокийский греческий; в европейской — албанский, греческий, сербский, болгарский и арумынский языки. В последние два века существования империи эти языки уже не использовались населением: персидский был языком литературы, арабский использовался для религиозных обрядов.
Из-за низкого уровня грамотности населения для обращений простых людей к правительству использовались специальные люди, которые составляли прошения. Национальные же меньшинства разговаривали на родных языках (Махалля). В многоязычных городах и деревнях население говорило на разных языках, причём не все люди, проживавшие в мегаполисах, знали османский язык.
Особое место занимал французский язык. В начале XIX века более чем 3 миллиона граждан Империи владели французским языком, получить образование на французском стало модно. Французский был в Османской Империи не только языком дворянства — на нём говорили и на улице, в портах и т. д. В начале XX века выходили десятки газет на французском, и все бюрократы владели этим языком.

### Религии

#### Ислам

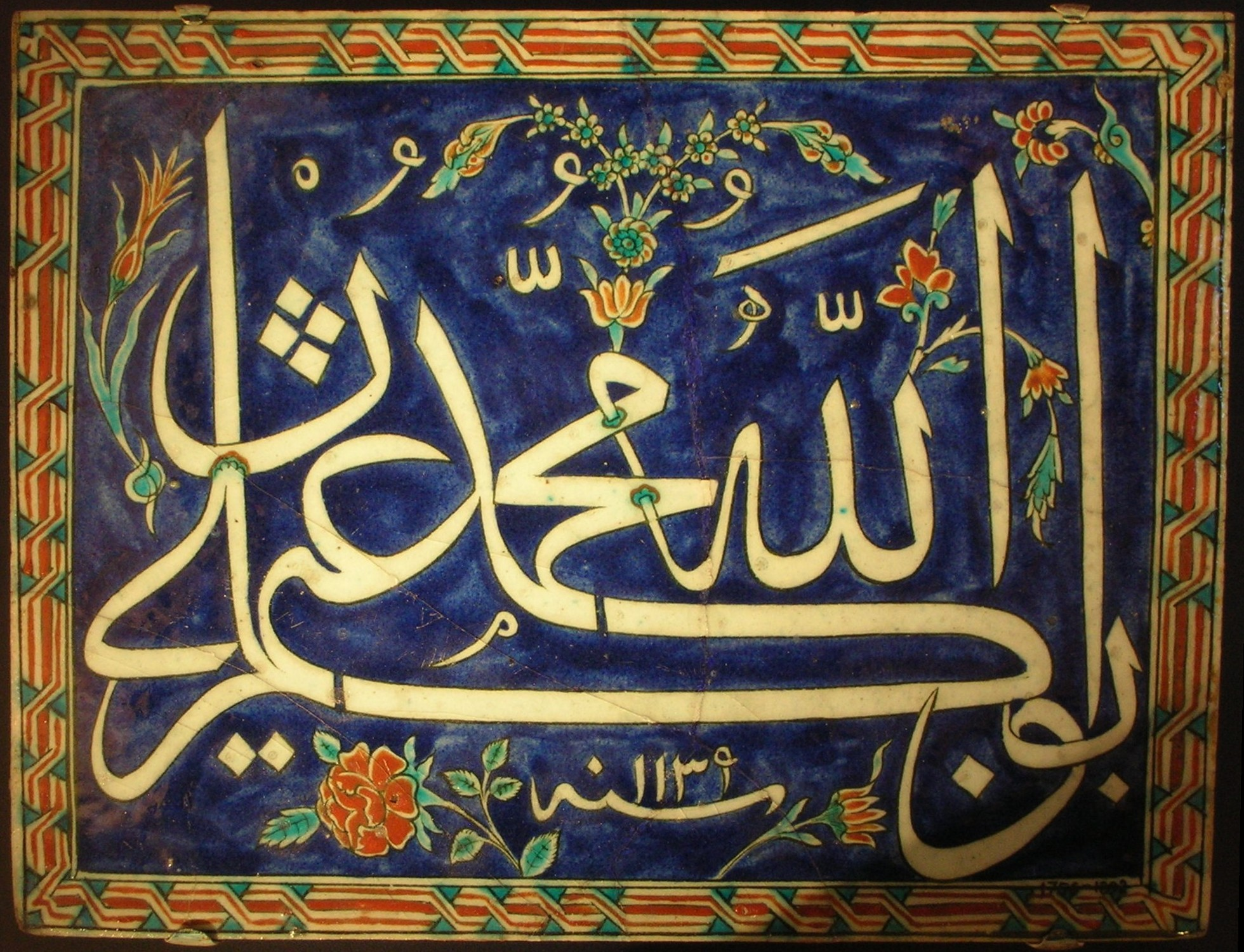
Каллиграфическое письмо на фриттовом фарфоре, изображающее имена Бога, Мухаммеда и первых халифов. Ок. 1727 года, Исламская Ближневосточная Галерея, Музей Виктории и Альберта

До принятия ислама тюрки были шаманистами. Распространение ислама началось после победы Аббасидов в Таласской битве 751 года. Во второй половине VIII века бо́льшая часть огузов (предков сельджуков и турок) приняла ислам. В XI веке огузы поселились в Анатолии, что способствовало его распространению там.
В 1514 году султан Селим I устроил массовую резню шиитов, живших в Анатолии, которых он считал еретиками, причём было убито 40 000 человек.

#### Христианство и иудаизм

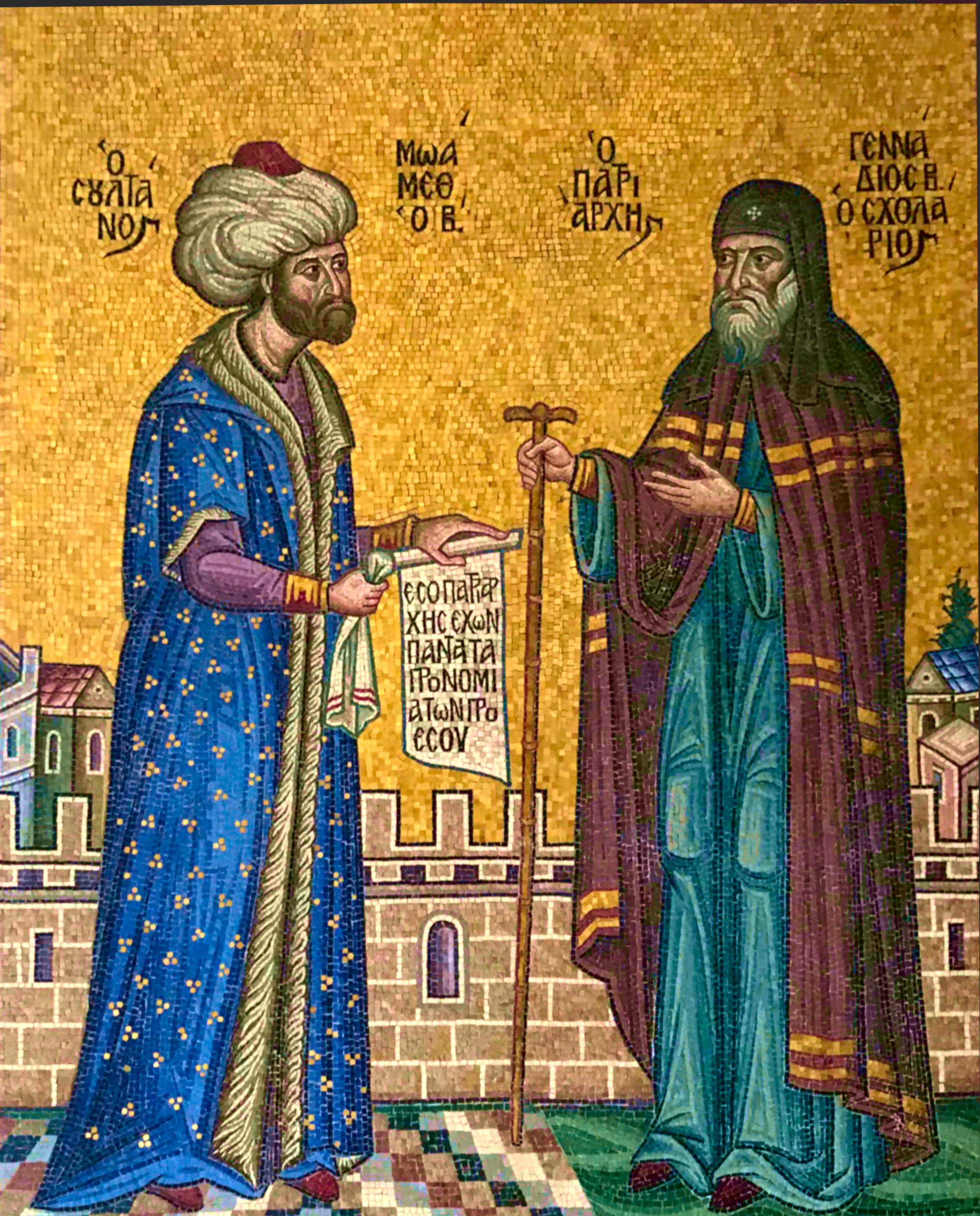
Мехмед Завоеватель и Константинопольский Патриарх Геннадий Схоларий

Свобода христиан, проживавших в Османской империи, была ограничена, так как турки относили их к «гражданам второго сорта». Права христиан и иудеев считались не равными правам турок: показания христиан против турок не принимались судом. Они не могли носить оружие, ездить на лошадях, их дома не могли быть выше домов мусульман и также имели много других правовых ограничений. На протяжении XIV—XVIII вв. в Османской империи с немусульманского населения взимался налог — девширме. Нерегулярно проходила мобилизация мальчиков-христиан доподросткового возраста, которые после призыва воспитывались как мусульмане. Эти мальчики обучались искусству управления государством или формированием правящего класса и созданием элитных войск (янычары).
Согласно системе миллета, немусульмане являлись гражданами империи, но не имели прав, которые имели мусульмане. Система православного миллета была создана ещё при Юстиниане I, и применялась до конца существования Византийской империи. Христиане, как наибольшая немусульманская группа населения в Османской империи, имели ряд особых привилегий в политике и торговле, и поэтому платили более высокие налоги, чем мусульмане.
После падения Константинополя в 1453 году Мехмед II не вырезал христиан города, а наоборот, даже сохранил их институции (к примеру, Константинопольскую православную церковь).
В 1461 году Мехмед II основал Армянский патриархат Константинополя. Во времена же Византийской империи армяне считались еретиками и поэтому не могли строить церкви в городе. В 1492 году во время Испанской инквизиции Баязид II направил турецкий флот в Испанию для спасения мусульман и сефардов, которые вскоре осели на территории Османской империи.
Отношения Порты с Константинопольской православной церковью, в основном, носили мирный характер, репрессии же были редки. Структура церкви была сохранена в неприкосновенности, но она находилась под строгим контролем турок. После прихода к власти в XIX веке националистически настроенных новых османов политика Османской империи приобрела черты национализма и османизма. Болгарская православная церковь была распущена и помещена под юрисдикцию Греческой православной церкви. В 1870 году султан Абдул-Азиз основал Болгарский экзархат Греческой православной церкви и восстановил её автономию.
Похожие миллеты сложились из разных религиозных общин, включая миллет из евреев, во главе которого стоял главный раввин, и миллет из армян, во главе которого стоял епископ.

## Культура

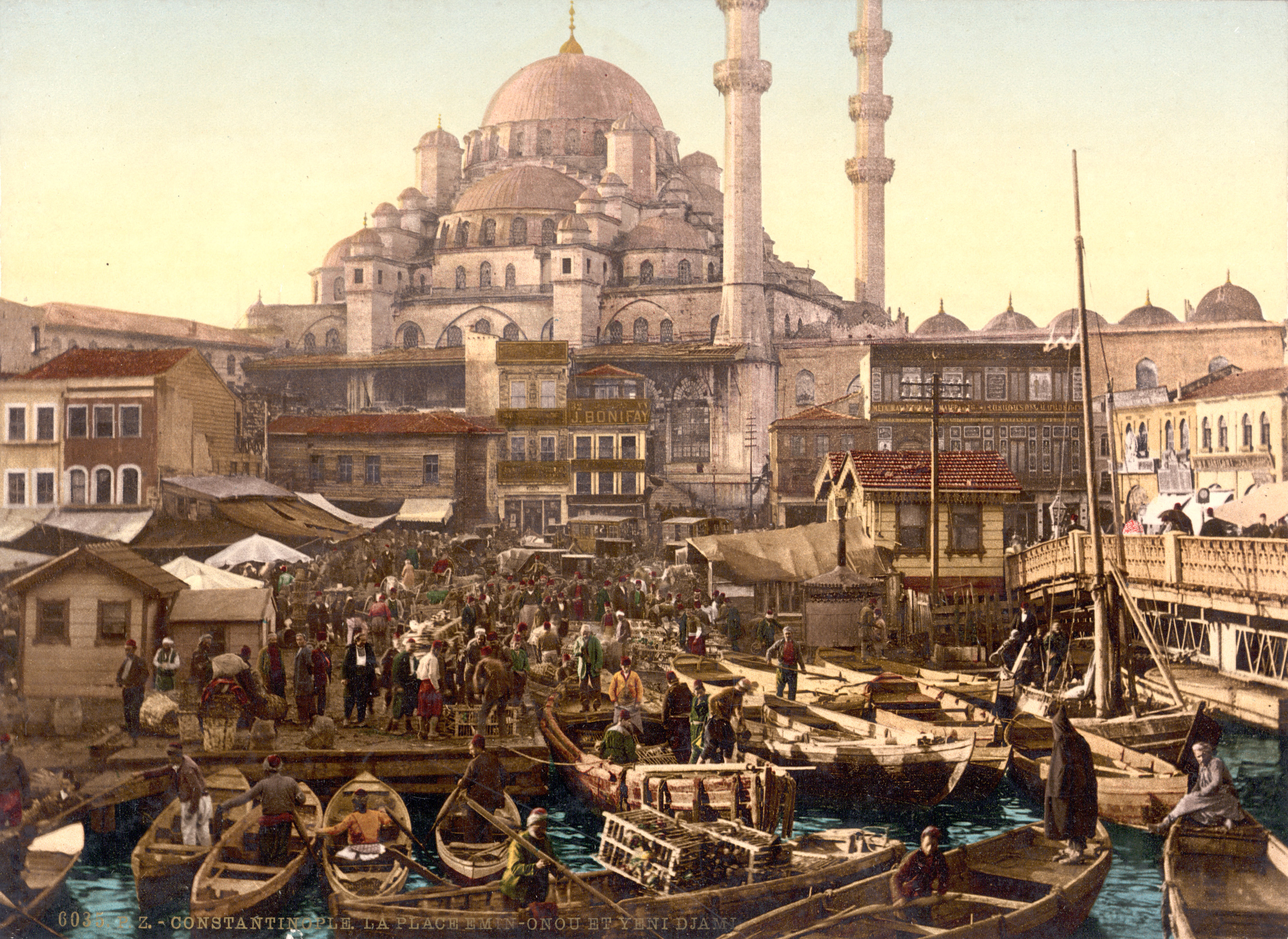
Новая мечеть и египетский базар в районе Стамбула Эминёню, около 1895 года

Территории, которые входили в состав Османской империи, в основном, являлись прибрежными районами Средиземного и Чёрного морей. Соответственно, культура этих территорий была основана на традициях местного населения. После захвата новых территорий в Европе, турки перенимали некоторые культурные традиции завоёванных областей (архитектурные стили, кухня, литература, музыка, отдых, форма правления). Межкультурные браки сыграли большую роль в формировании культуры османской элиты. Многочисленные традиции и культурные особенности, перенятые от покорённых народов, были развиты турками-османами, что в дальнейшем привело к смешению традиций народов, проживавших на территории Османской империи, и культурной идентичности турок-османов.

### Архитектура
Османская архитектура впитала в себя традиции византийской и персидской архитектуры. Главными памятниками архитектуры были преимущественно мечети и дворцы (Топкапы). Помимо оригинального стиля в поздний период Османская архитектура испытывала влияние барокко (Долмабахче, Йылдыз).

### Прикладное искусство
Декоративное искусство представлено коврами (Килим), исламской каллиграфией и книжной миниатюрой. Османское искусство испытало сильное влияние персидского искусства.

### Кухня
Османская кухня представляет собой пик развития турецкой кухни, где традиции кочевых тюрок соединились с кухней народов Балкан и Ближнего Востока. Из кочевого наследия османы заимствовали кисломолочные напитки (йогурт, айран). В качестве основного блюда были заимствованы восточные плов и манты. От народов Ближнего Востока пришли кебаб и кофе, от армян — лаваш, от греков — фета. Пышный двор в Стамбуле способствовал развитию кондитерского искусства, и были распространены сладости: рахат-лукум, пахлава.

## Наука и техника
В XV веке османы освоили огнестрельное оружие (при помощи европейских инженеров), которое было использовано при штурме Константинополя в 1453 году. Также османы привлекали учёных-богословов из Средней Азии (Али аль-Кушчи), которые принимали участие в работе медресе в Стамбуле. В XVI веке в Османской империи Такиюддин аш-Шами создаёт обсерваторию. В 1773 году в Стамбуле был основан Технический университет. Больших успехов достигли османские учёные в области картографии (карта Пири-реиса). В 1908 году была построена Хиджазская железная дорога.